# Regno di Sicilia

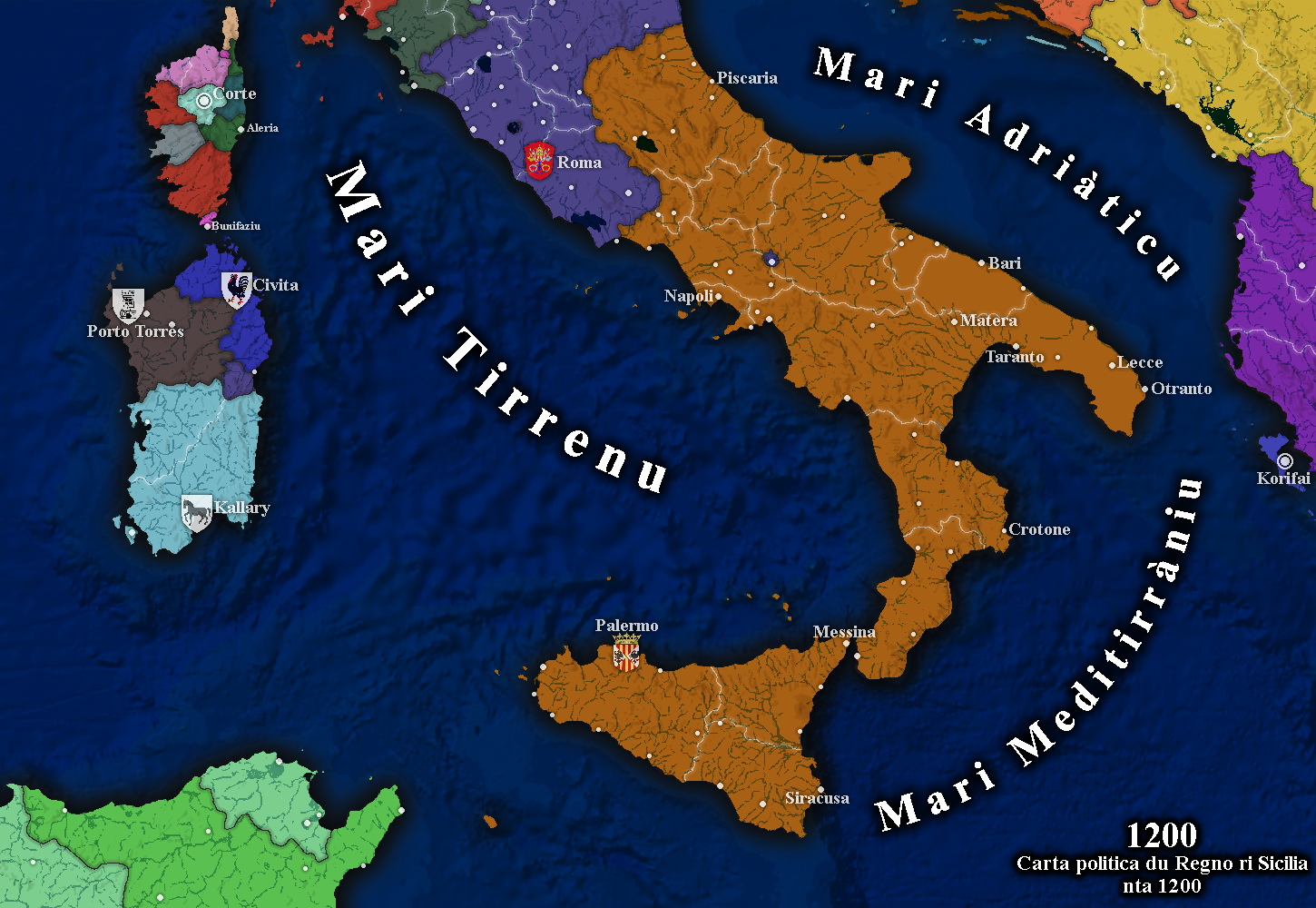
Mappa del Regno nel 1200

Il Regno di Sicilia (in latino medievale Regnum Siciliae) fu un antico Stato italiano esistito dal 1130 al 1816, ovvero fino all'istituzione del Regno delle Due Sicilie.
Costituito nel 1130, con Ruggero II d'Altavilla (fusione della Contea di Sicilia e del Ducato di Puglia e Calabria), e durato fino all'inizio del XIX secolo, la sua sovranità fu assicurata dall'assai longevo Parlamento con sede a Palermo. Per questo è considerato da diversi studiosi come il prototipo del moderno Stato europeo.

Il nuovo Stato insisteva, oltre che sulla Sicilia, su tutti i territori del Mezzogiorno, attestandosi come il più ampio e importante degli antichi Stati italiani; il suo assetto giurisdizionale risultava ben definito fin dalla promulgazione delle Assise di Ariano del 1140-1142.
A seguito di contrasti con Manfredi di Svevia, appartenente alla famiglia imperiale degli Hohenstaufen che era succeduta agli Altavilla, papa Clemente IV nominò, nel giorno dell'Epifania del 1266, Carlo I d'Angiò nuovo Rex Siciliae. Ma il pesante fiscalismo imposto dai sovrani della dinastia angioina e il malcontento diffuso a tutti gli strati della popolazione isolana determinarono la rivolta del Vespro; a questa seguì la guerra dei novant'anni tra Pietro III d'Aragona, imparentato con gli Hohenstaufen, e gli Angiò. Sconfitto, il 26 settembre 1282, Carlo d'Angiò lasciò definitivamente la sola Sicilia nelle mani della dinastia aragonese, che con Federico III di Sicilia diede vita alla autonoma Casa regnante degli Aragona di Sicilia.
Alla stipula della Pace di Caltabellotta (1302) seguì la formale divisione del regno in due: Regnum Siciliae citra Pharum (noto nella storiografia moderna come "Regno di Napoli") e Regnum Siciliae ultra Pharum ("Regno di Sicilia", che, per un certo periodo, dal 1282 al 1416, fu noto anche come Regno di Trinacria).
Dal 1412, i sovrani della dinastia aragonese governarono l'isola avvalendosi di viceré. Nel 1479, con l'unione personale di Aragona e Castiglia, la Sicilia divenne un vicereame della monarchia spagnola. A partire dal 1516, il regno di Sicilia, con Carlo V, passò dai Trastámara agli Asburgo, continuando a essere governato attraverso viceré. Nel 1713, con il trattato di Utrecht, l'isola fu consegnata al duca di Savoia Vittorio Amedeo II, che così conseguì per sé il titolo regale. Nel contesto della politica espansionistica della Spagna di Filippo V e di Elisabetta Farnese, e al formarsi della Quadruplice Alleanza, la Sicilia passò nel 1720 all'imperatore Carlo VI, mentre Vittorio Amedeo divenne re di Sardegna.
In seguito alla guerra di successione polacca, il figlio di Filippo V ed Elisabetta, Carlo di Borbone, ottenne il Regno di Napoli (1734) e poi quello di Sicilia (1735); i due regni furono retti in unione personale da Carlo e dai suoi successori fino all'unificazione giuridica avvenuta nel dicembre 1816, con l'istituzione del Regno delle Due Sicilie. Infine, dal gennaio 1848 al maggio 1849, vi fu un ultimo Stato, monarchico-costituzionale, conosciuto anch'esso come Regno di Sicilia.

## Le origini
Con la conquista normanna della Sicilia, precedentemente occupata dagli Arabi, che vi avevano istituito un emirato, nasce nel 1071 ad opera degli Altavilla la Gran Contea di Sicilia, fondata dal capostipite normanno Ruggero I nel 1061, anno in cui questi avviò la conquista della Sicilia. I Normanni introdussero in Sicilia un nuovo sistema politico-sociale, il sistema feudale.
Nel 1085, il Conte Ruggero aggiunse ai suoi possedimenti metà della Calabria e nel 1091 conquistò Malta. Completata la conquista della Sicilia con la caduta dell'ultima roccaforte araba di Noto, nel 1097 Ruggero convocò a Mazara la prima assise di quello che diverrà uno dei parlamenti più antichi del mondo (assieme a quello islandese, quello faroese e quello dell'Isola di Man).
Fu il suo successore, Ruggero II, che nel 1121 estese il dominio su Amalfi, Gaeta, una parte di Napoli, Taranto, Capua e Abruzzi e, nel 1127, anche sul Ducato di Puglia e Calabria.
È a partire dal 1130, con la convocazione delle Curiae generales a Palermo, nel Palazzo Reale, per la proclamazione del Regno di Sicilia, che si può parlare di parlamento siciliano, primo parlamento in senso moderno di uno stato sovrano.

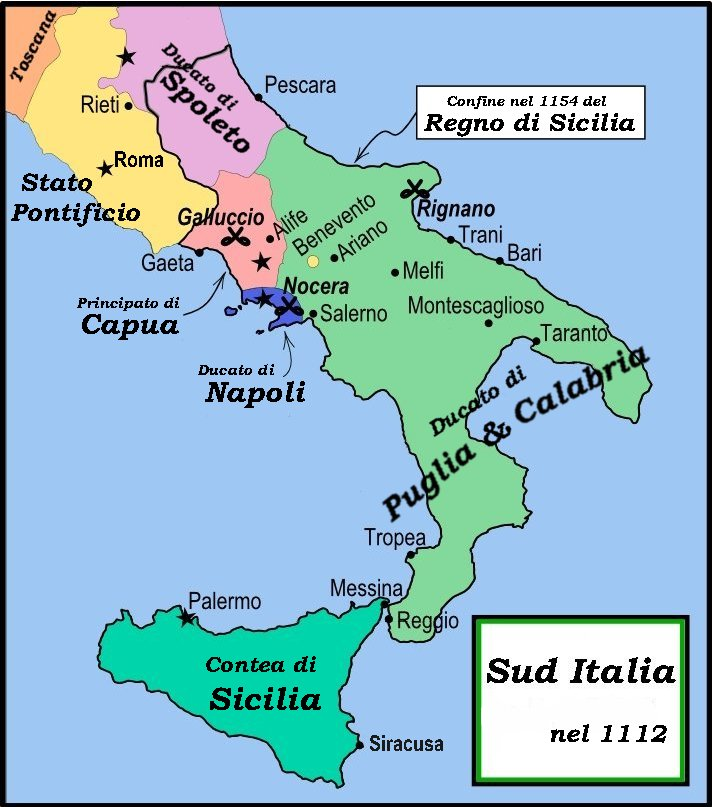
Contea di Sicilia e Ducato di Puglia e Calabria.

## Il regno sotto la dinastia degli Altavilla
Lo storico Alessandro Telesino attribuisce agli ambienti palermitani l'idea di un “colpo di Stato costituzionale”: si cominciò a suggerire a Ruggero II, in modo insistente e con discorsi confidenziali, che lui con l'aiuto di Dio dominava su tutte le province di Sicilia, Calabria, Puglia e le altre regioni che giungevano quasi fino a Roma, non doveva più fregiarsi dell'onore ducale, ma nobilitarsi con l'onore del fastigio regale. Ruggero prese in considerazione questi suggerimenti, radunando fuori della città di Salerno un consiglio di ecclesiastici peritissimi e molto competenti, oltre a principi, conti, baroni e ad altre persone che sapeva attendibili, sottopose al loro esame la questione segreta ed imprevista, ed essi approvarono che venisse promosso a dignità regia in Palermo. Il duca tornò in Sicilia proclamando in tutte le province delle sue terre che chiunque avesse dignità, potestà e onori doveva accorrere a Palermo nel giorno della sua incoronazione, che avvenne la notte di natale del 1130.
L'arcivescovo Romualdo II Guarna fornisce, sia pure in modo più conciso, la stessa versione dell'avvenimento: “Postmodum baronum et populi consilio apud Panormum se in regem Sicilie inungi et coronari fecit”.
Lo storico Falcone Beneventano e le fonti romane attribuiscono la nascita del Regno di Sicilia ad una vicenda che vide coinvolti, nel 1130, papa Innocenzo II e il suo antipapa Anacleto II, entrambi successori di Onorio II, nonché Ruggero II d'Altavilla, conte di Sicilia, duca di Calabria e Puglia fin dal 1128 per mano dello stesso Onorio II.
Secondo questa versione dei fatti, nella notte tra il 13 e 14 febbraio 1130 moriva papa Onorio II (Lamberto Scannabecchi) e, immediatamente, all'interno del Collegio cardinalizio, si riaccese la lotta per la successione tra le stesse due fazioni che già si erano scontrate, pochi anni prima (1124), in occasione dell'elezione dello Scannabecchi. I sedici porporati facenti capo alla famiglia dei Frangipane, guidati dal Cardinal Aimerico, elessero papa il cardinal Gregorio Papareschi che assunse il nome di Innocenzo II. Gli altri quattordici porporati, facenti capo alla famiglia dei Pierleoni, elessero papa il cardinal Pietro Pierleoni che assunse il nome di Anacleto II. Poco tempo dopo il Pierleoni riuscì a far convergere su di sé il gradimento anche di alcuni cardinali che avevano eletto il Papareschi, raccogliendo in tal modo la maggioranza dei voti del Collegio e accreditandosi, di conseguenza, come legittimo pontefice.
Poiché Innocenzo II non intendeva rinunciare alla tiara, si aprì un vero e proprio scisma all'interno della Chiesa di Roma che finì per coinvolgere soprattutto elementi non ecclesiastici, ovvero alcuni grandi Stati d'Europa, come l'Inghilterra, la Francia e la Germania che, unitamente a gran parte dell'Italia, appoggiavano Innocenzo II. Papa Anacleto II, bersagliato anche per le sue origini ebraiche e completamente isolato chiese l'appoggio dei Normanni del duca Ruggero II, al quale offrì, in cambio, la corona regia. La dinastia degli Altavilla, cui apparteneva il duca, avevano già conquistato la Sicilia, rendendola un punto cardinale nei traffici e nell'economia del mondo dell'epoca.
Il Duca non si lasciò sfuggire l'occasione e concluse, il 27 settembre 1130, una vera e propria alleanza militare con il Papa, in seguito alla quale questi emise una Bolla che consacrava il Conte di Sicilia, nonché Duca di Calabria e di Puglia, Rex Siciliae: «Anacletus concedit Rogerio universas terras, quas predecessores Roberto Guiscardo et Rogerio filio eius dederant»; poi, il 27 settembre concesse al duca la potestà regia: «Concediamo dunque, doniamo e consentiamo, a te, a tuo figlio Ruggero, agli altri tuoi figli che secondo le tue disposizioni dovranno succedere nel regno, ed ai tuoi discendenti, la corona del regno di Sicilia e di Calabria e di Puglia e di tutta la terra che noi e i nostri predecessori donammo e concedemmo ai tuoi predecessori duchi di Puglia, i ricordati Roberto Guiscardo e Ruggero suo figlio; e concediamo che tu tenga il regno e l'intera dignità regia ed i diritti regali a titolo perpetuo, sicché tu li tenga e signoreggi in perpetuo, e istituiamo la Sicilia capo del regno».
Le Curiae generales lo proclamarono re di Sicilia, dopo di che, nella notte di Natale del medesimo anno, riprendendo un cerimoniale già visto nel lontano anno 800 in occasione dell'incoronazione di Carlo Magno, fu incoronato a Palermo, Prima Sedes, Corona Regis et Regni Caput, come Ruggero II, Rex Siciliae, ducatus Apuliae et principatus Capuae.

### Re Ruggero

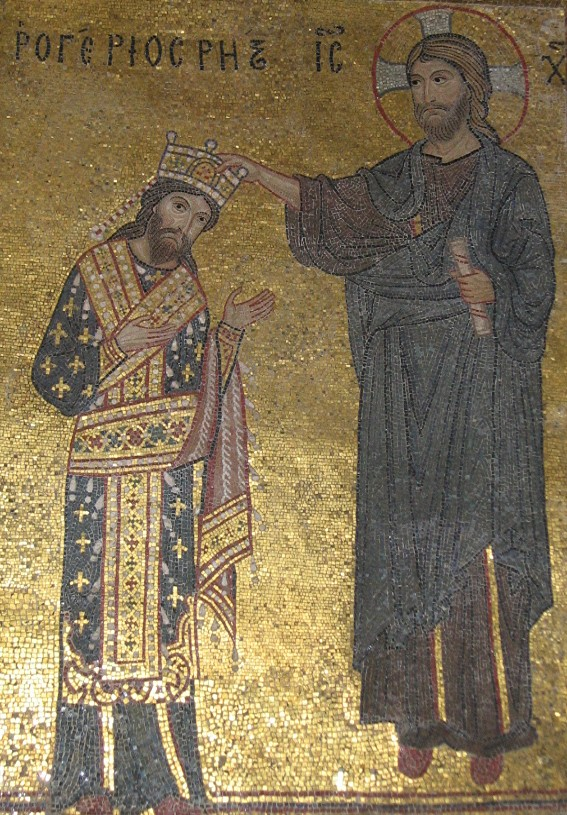
Ruggero II riceve la corona da Cristo, mosaico presso la Chiesa della Martorana.

Il Regno di Sicilia nasceva nella notte di Natale del 1130, e veniva affidato nelle mani del figlio di colui che aveva conquistato la Sicilia dagli arabi. Il Regno di Sicilia nasceva all'insegna della dinastia normanna degli Altavilla e nel segno dell'antica monarchia siceliota fondata da Agatocle, simbolicamente rilevata dalla dinastia siculo-normanna, e comprendeva non soltanto l'isola di Sicilia, ma anche le terre di Calabria e Puglia. Ruggero II, riunendo tutto il Meridione sotto la sua autorità, creò il terzo tra i grandi Stati d'Europa.
Innocenzo II, però, ritenendosi legittimo Pontefice, promulgò la scomunica nei confronti di Anacleto II e dichiarò nulli tutti i suoi atti. In una serie di Concili successivi - Reims (1131), Piacenza (1132), Pisa (1135) - fu riconosciuto come legittimo pontefice da Inghilterra, Spagna, Francia, Milano, Germania. Il 4 giugno 1133 in San Giovanni in Laterano incoronò imperatore Lotario II.
Ormai Anacleto II poteva contare soltanto sull'appoggio della città di Roma e dei Normanni di re Ruggero II. Poiché lo scisma tra i due Pontefici appariva insanabile, fu giocoforza il ricorso alle armi, soprattutto perché l'imperatore Lotario era sollecitato in tal senso dai continui interventi di Bernardo di Chiaravalle, nemico accesissimo di Anacleto II.
Con la discesa in Italia di Lotario, ebbe inizio un conflitto tra l'Impero e i Normanni che vide Ruggero perdere progressivamente i territori dell'Italia peninsulare. Ripartito Lotario nell'ottobre del 1137, Ruggero riconquistò Salerno, Avellino, Benevento e Capua. Anche Napoli, dopo un anno di assedio, fu costretta a capitolare nel 1137 e proprio in seguito alla ripartenza di Lotario.
Nel dicembre del 1137 moriva l'imperatore Lotario e qualche mese dopo, il 25 gennaio del 1138, moriva anche l'antipapa Anacleto II. La famiglia dei Pierleoni elesse un nuovo antipapa nella persona del cardinale Gregorio con il nome di Vittore IV, ma la rinuncia di questi nel maggio del 1138, a tre mesi dall'elezione soprattutto dietro sollecitazione di Bernardo di Chiaravalle, diede il via libera alla piena legittimazione di Innocenzo II, che ebbe il riconoscimento, nel maggio 1138, anche da parte dei cardinali fedeli alla famiglia dei Pierleoni. Aveva termine, così, lo scisma all'interno della Chiesa di Roma.

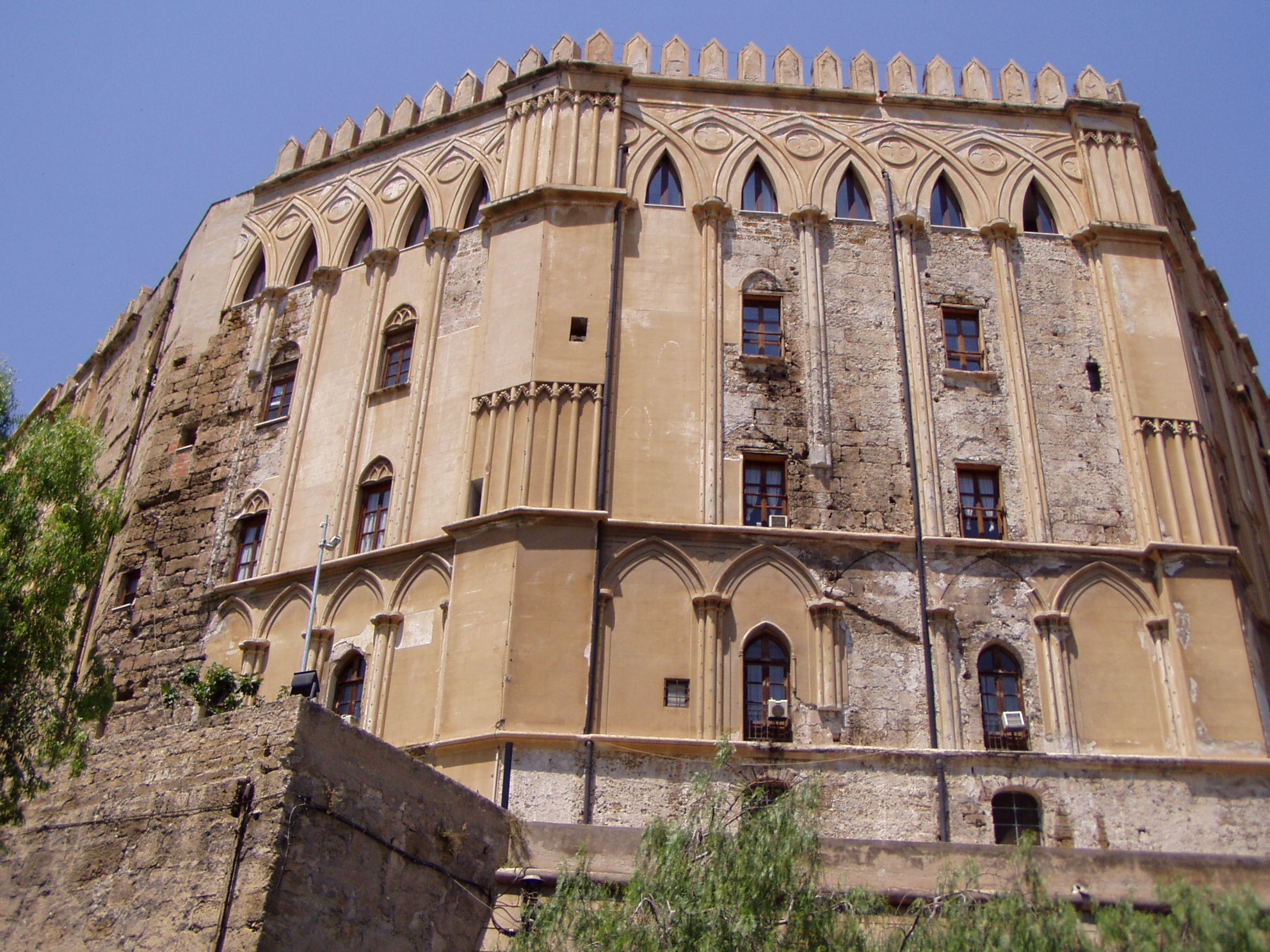
Il Palazzo Reale di Palermo, la più antica residenza reale d'Europa.

Nei primi mesi del 1139 ebbe luogo il Concilio Lateranense, che confermò l'illegittimità di Anacleto II e la nullità di tutti i suoi atti. Il Concilio ribadì ancora la scomunica nei confronti dell'antipapa e di Ruggero. Dopo di che il Pontefice stesso alla testa di un forte esercito si mosse contro Ruggero. Ma le superiori doti militari del re siciliano lo portarono addirittura a prendere in ostaggio, presso Montecassino, papa Innocenzo, il quale, preso atto di non poter reggere il confronto con il nemico, dovette confermargli la corona regia. Il 27 luglio del 1139, nei pressi di Mignano, fu redatto il privilegio mediante il quale si confermava la elevatio in regem, unitamente all'annessione del territorio di Capua.
Ruggero II fece del regno di Sicilia uno degli Stati d'Europa più potenti e meglio ordinati dandogli una base legislativa con le Assise di Ariano, promulgate nel 1140 ad Ariano di Puglia, il corpus giuridico che formava la nuova costituzione del Regno di Sicilia. A lui si deve anche l'istituzione del Catalogus baronum, l'elenco di tutti i feudatari del regno, stilato per stabilire un più attento controllo del territorio, dei rapporti vassallatici e quindi delle potenzialità del proprio esercito. Venne redatto sul modello della dîwân al-majlis, introdotta in Sicilia dai precedenti governanti Fatimidi per il controllo del trasferimento di proprietà delle terre.

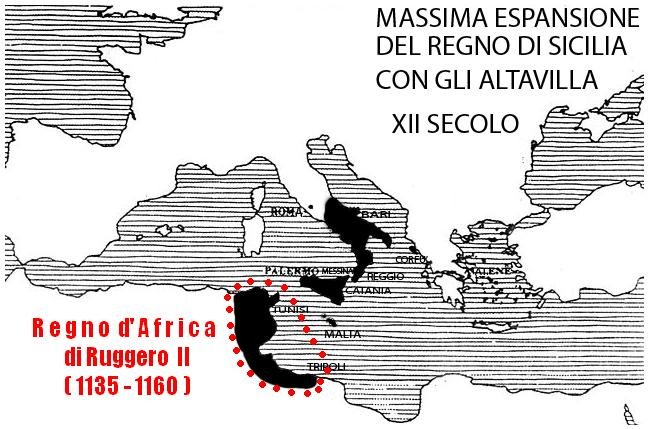
Il Regno di Sicilia e quello "normanno d'Africa" nel 1160.

In seguito gli Altavilla si dedicarono ad espandere il proprio reame, annettendo Napoli verso nord ma anche e soprattutto vari territori nord africani (Malta, Gozo e una parte dell'Africa settentrionale, compreso l'entroterra tunisino-libico tra Bona e Tripoli) e Corfù. Intorno al 1140 Tunisi fu assoggettata da Ruggero II. Nel 1146 una grossa flotta siciliana al comando di Giorgio d'Antiochia, ammiraglio di Ruggero II, partì da Trapani e conquistò Tripoli e la Tripolitania costiera, che rimase sino a quasi la fine del secolo sotto il Regno di Sicilia.
Ruggero II pensò di costituire in questi possedimenti un "Regno normanno d'Africa" nella cosiddetta Ifriqiya con l'intenzione di unirlo al Regno di Sicilia, ma la morte nel 1154 glielo impedì. Nel 1160 i siciliani persero Mahdia ed entro il 1180 il resto della Ifriqiyya.

### Guglielmo I

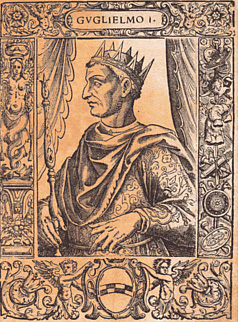
Guglielmo I di Sicilia detto il Malo.

Alla morte di Ruggero II, il figlio Guglielmo I gli succedette al trono, e dovette presto affrontare una difficile situazione politica a causa della minaccia dell'impero germanico, portata dal Barbarossa, di quella dell'impero di Bisanzio portata da Manuele I Comneno e da quella del papato retto da Adriano IV. Ai primi del 1155 a Manuele Comneno arrivò notizia che i baroni di Puglia non avevano mai visto di buon occhio gli Altavilla, e avevano intenzione di ribellarsi. Ribellatosi contro il re di Sicilia, il conte Roberto di Loritello strinse un accordo con l'impero di Bisanzio.

L'Italia meridionale durante la guerra con Bisanzio: le conquiste d Manuele I Comneno in arancione e il Regno normanno in giallo (1156).

Federico Barbarossa che si trovava ad Ancona era disposto a schierarsi coi bizantini, ma i suoi baroni si rifiutarono a causa del clima arido e delle malattie che avevano colpito le truppe. La prima città a cadere fu Bari, che si arrese velocemente, a Andria l'esercito Siciliano di Guglielmo venne decimato.Papa Adriano IV seguiva soddisfatto il procedere dei bizantini nel Regno di Sicilia, poiché pensava di poter estendere più facilmente i confini dello Stato Pontificio. Il 29 settembre 1155 il Papa si unì in guerra ai bizantini, e si mise in marcia col suo esercito: in pochissimo tempo i bizantini ed il Papa conquistarono tutta la Puglia e la Campania. Guglielmo I non si rassegnò e riorganizzò il suo esercito, e con una sola battaglia persa per i bizantini, tutto quello che era stato fatto in un anno fu vanificato.
Con la perdita dei territori conquistati in Africa (1160), i rapporti con i nobili tornarono presto a incrinarsi. Matteo Bonello fedele inizialmente alla corona siciliana di Palermo fu inviato in Calabria come ambasciatore del re Guglielmo I per cercare una soluzione diplomatica. Durante la missione avrebbe però cambiato orientamento, e si sarebbe messo a capo di una rivolta (composta dalla nobiltà calabrese e pugliese) contro il re. Il 10 novembre del 1160 giunse sino a Palermo e nelle strade della capitale siciliana catturò e giustiziò in pubblico l'ammiraglio del regno, Maione di Bari. Il re Guglielmo fu costretto, per placare la rivolta a dichiarare che non avrebbe arrestato Bonello; quest'ultimo si ritirò a Caccamo e riorganizzò una congiura contro lo stesso Guglielmo. Catturato il sovrano, la congiura prevedeva infine la conquista di Palermo, ma Bonello per motivi oscuri non mosse le proprie truppe. Tradito, Bonello venne catturato dal re e rinchiuso sino alla morte. Fallita la rivolta a Palermo, Ruggero Sclavo, alleatosi con Tancredi, conte di Lecce e futuro re di Sicilia, si scagliarono contro i Saraceni, il re rispose e li confinò fuori dal Regno: Tancredi riparò a Bisanzio, Ruggero forse si recò in Terra santa.

### Guglielmo II

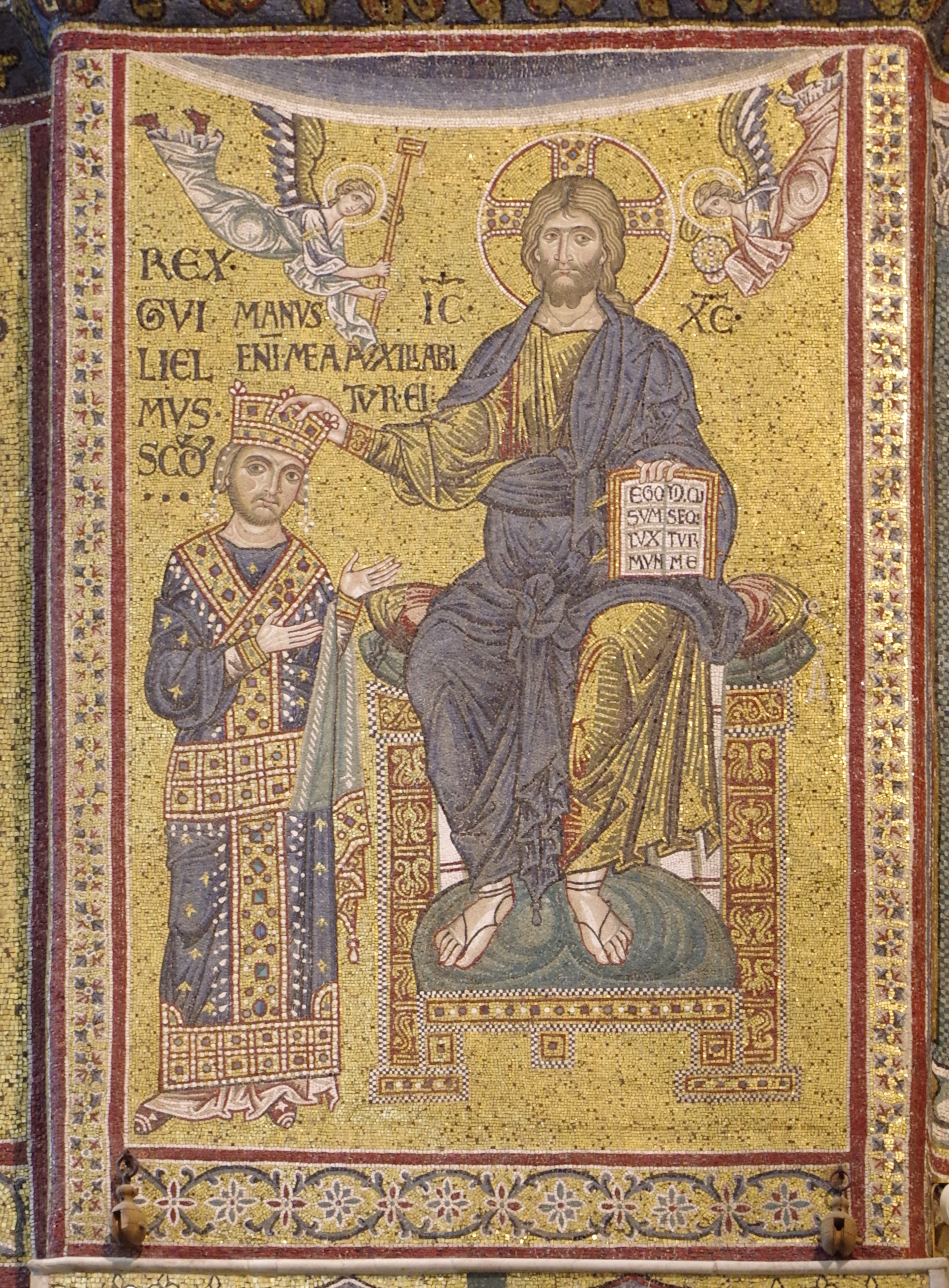
Cristo incorona re Guglielmo II, mosaico del Duomo di Monreale (XII secolo)

Alla morte di Guglielmo I nel 1166, il figlio Guglielmo II il Buono appena dodicenne, salì al trono sotto tutela della regina madre. Il re riuscì a godere di un periodo di relativa stabilità e riappacificazione nelle relazioni fra le diverse fazioni del regno. Nel 1172 Guglielmo II riformò la Magna Curia, divise l'istituto in Magna Curia rationum, supremo organo finanziario, e Magna Curia con funzioni di Alta Corte di giustizia. Nel 1176 fu inviato Alfano di Camerota, arcivescovo di Capua, a negoziare il matrimonio con la figlia di Enrico II d'Inghilterra, per instaurare un'alleanza fra gli Altavilla e i Plantageneti. La missione fu svolta con successo e la principessa fu condotta nella capitale. A Palermo il 13 febbraio 1177 Guglielmo sposò Giovanna Plantageneta (1165-1199), sorella di Riccardo Cuor di Leone. Dopo la morte di Manuele I Comneno (1180), l'erede designato Alessio II venne assassinato e il trono usurpato dallo zio Andronico I Comneno. Guglielmo II colse l'occasione dell'arrivo alla corte di Palermo di un individuo che pretendeva di essere Alessio II, per attaccare Bisanzio. La spedizione, sotto il comando di Tancredi, sbarcò a Durazzo nel giugno del 1185 e giunse a Tessalonica che fu presa nella notte tra il 23 e il 24 agosto, anche Bisanzio sembrava a portata di mano, quando Isacco II Angelo prese il posto dell'usurpatore incapace Andronico e l'esercito bizantino si riorganizzò contro l'attacco siciliano. Alla fine dell'estate la grande flotta siciliana dovette fare rientro nell'Isola.

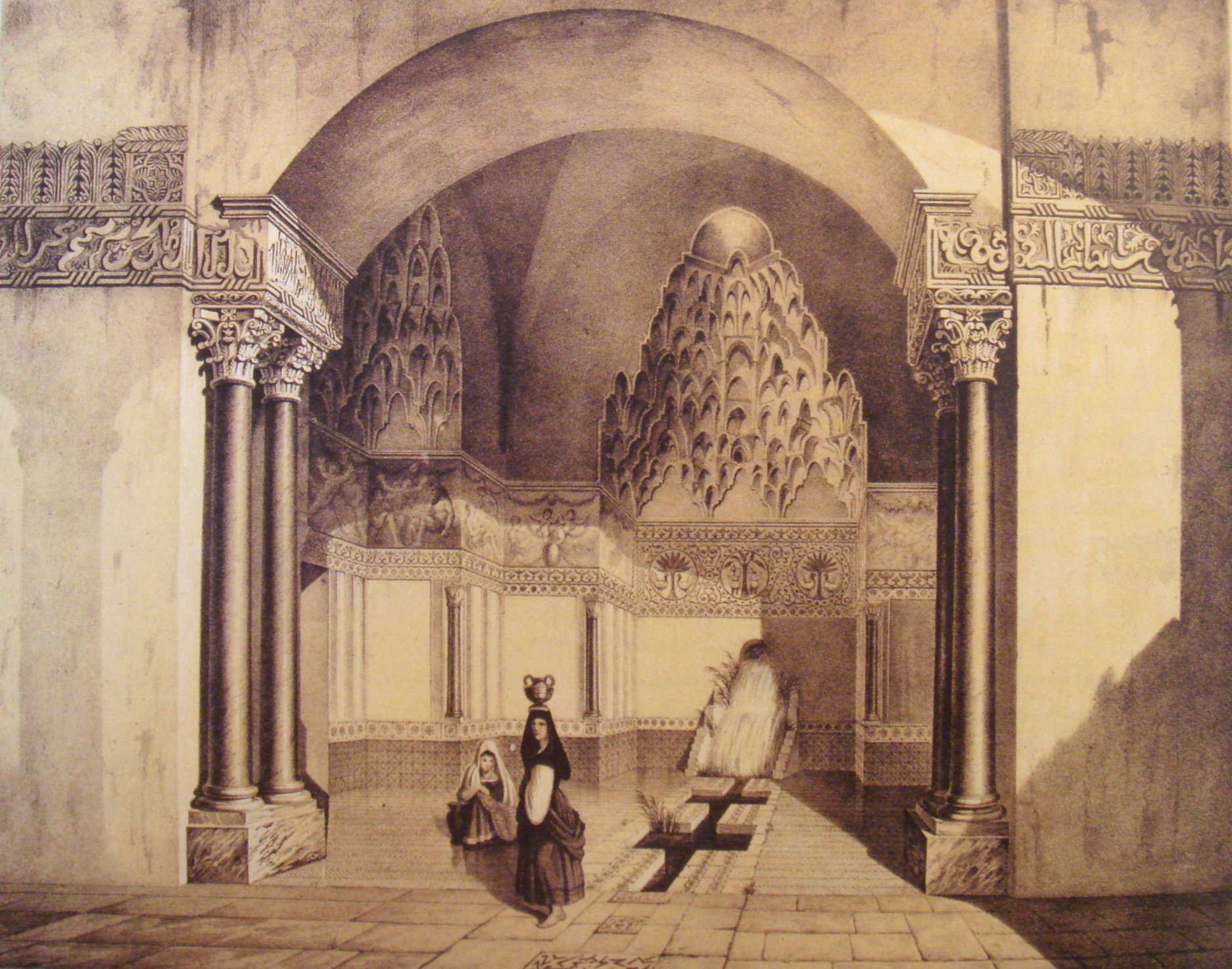
Il palazzo della Zisa (dall'arabo al-ʿAzīza, ovvero "la splendida").

Intanto Guglielmo II avviava con l'imperatore Federico I le trattative volte all'unione matrimoniale della zia Costanza e il figlio dell'imperatore Enrico VI, matrimonio che si celebrò a Milano il 27 gennaio 1186. Nonostante la giovane età di Guglielmo e della moglie Giovanna, dalla loro unione non nacque alcuna discendenza, l'eventualità di una mancata discendenza era espressamente prevista nel contratto matrimoniale per le nozze di Enrico VI Hohenstaufen e Costanza d'Altavilla, ultima figlia di Ruggero II e zia di Guglielmo, a cui sarebbe toccato, nell'eventualità, il Regno di Sicilia.
Il regno di Guglielmo fu particolarmente proficuo per le arti in Sicilia. Fra le opere avviate da Guglielmo merita una citazione il Duomo di Monreale, realizzato a cominciare dal 1174 con il beneplacito di papa Lucio III, e l'Abbazia di Santa Maria di Maniace, fortemente voluta dalla regina madre Margherita. Anche la splendida costruzione della Zisa, avviata dal predecessore Guglielmo I, fu completata sotto il suo regno. Notevoli interventi edilizi ebbe anche il Duomo di Palermo.

### Tancredi e la fine della dinastia degli Altavilla di Sicilia

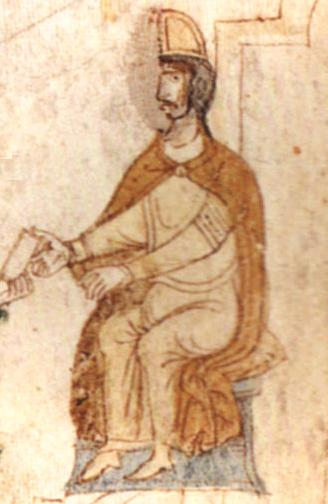
Tancredi di Sicilia Conte di Lecce (1149-1154 e 1169-1194) e re di Sicilia (1189-1194).

Tancredi che fu in esilio a Bisanzio, per la congiura contro il re Guglielmo il Malo, ritornò in Sicilia solo nel 1166 dopo l'assunzione del trono da parte di Guglielmo II il Buono. Quando Guglielmo il Buono morì (1189), non essendovi discendenti diretti, si pose il problema della successione. Alla morte senza discendenti diretti, Guglielmo II avrebbe indicato la zia Costanza d'Altavilla come erede, e obbligato i cavalieri a giurarle fedeltà. Una parte della corte palermitana, sperando anche nell'appoggio papale, simpatizzava per Tancredi, per quanto illegittimo, ultimo discendente maschio della famiglia Altavilla. Il papa Papa Clemente III che non vedeva di buon occhio gli Svevi, approvò nel novembre 1189 l'incoronazione di Tancredi a Palermo Re di Sicilia.

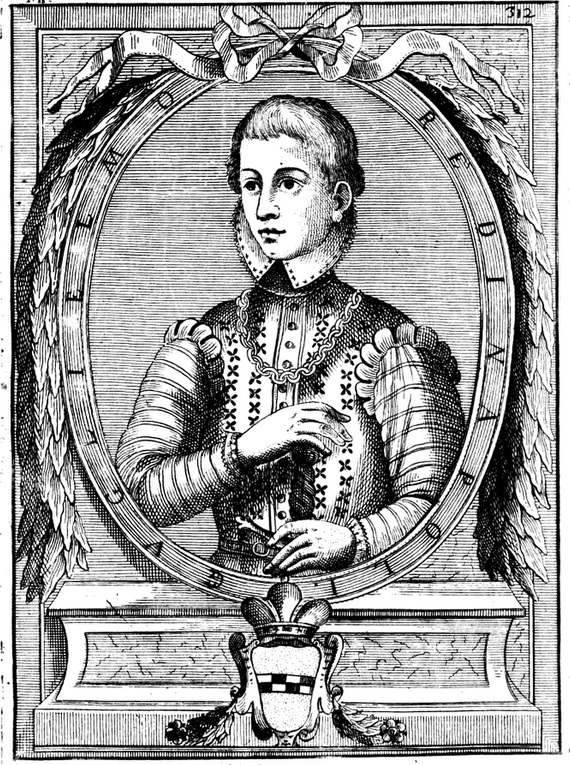
Guglielmo III di Sicilia ultimo discendente maschio della dinastia Altavilla.

Quando Enrico VI, marito di Costanza d'Altavilla, succedette nel trono al padre Federico Barbarossa (1191), decise subito di riconquistare il Regno di Sicilia, supportato anche dalla flotta della Repubblica pisana, da sempre fedele all'imperatore. Tuttavia la flotta siciliana riuscì a battere la flotta pisana, a decimare l'esercito di Enrico, e a catturare ed imprigionare a Salerno la zia Costanza. Per il rilascio dell'imperatrice Tancredi pretese che l'imperatore scendesse a patti con un accordo di tregua, tuttavia la tregua non venne più stipulata, in quanto, durante il viaggio verso Roma, il convoglio fu attaccato e l'Imperatrice liberata.

Stemma degli Altavilla.

Nell'agosto 1192 Tancredi faceva sposare il figlio Ruggero con Irene Angelo (1180-1208), figlia dell'imperatore bizantino Isacco II Angelo. Ruggero III designato a succedergli al trono, nel dicembre 1193, all'età di 19 anni, morì, al suo posto venne designato Guglielmo III. Tancredi morì all'età di 55 anni, nel febbraio del 1194, di una malattia non precisata, mentre era impegnato in una campagna nella parte peninsulare del regno per ridurre all'obbedienza i suoi vassalli di fede imperiale. Gli succedette così al trono Guglielmo III, di soli 9 anni, con la reggenza della madre Sibilla. Nel luglio del 1194 l'imperatore Enrico VI si accinse a scendere nella parte peninsulare del regno per conquistarlo (che pretendeva avendo sposato Costanza d'Altavilla), quindi proseguì verso la Sicilia, sbarcando con l'esercito a Messina che fu messa a ferro e a fuoco. In cambio del trono, a Guglielmo e alla madre venne offerta la contea di Lecce, ma pochi giorni dopo (il 28 dicembre) Enrico accusò Sibilla di complotto e fece arrestare lei, suo figlio, le figlie e tutta la nobiltà a loro fedele. Guglielmo III fu deportato in Germania, dove visse in uno stato di semi-prigionia, fino alla sua morte, avvenuta nel 1198, a 13 anni.
I re della dinastia degli Altavilla di Sicilia
- Ruggero II (1130-1154)
- Guglielmo I (1154-1166)
- Guglielmo II (1166-1189)
- Tancredi (1189-1194)
- Ruggero III (non incoronato)
- Guglielmo III (1194-1194)

## Il periodo della dinastia sveva

### Enrico VI

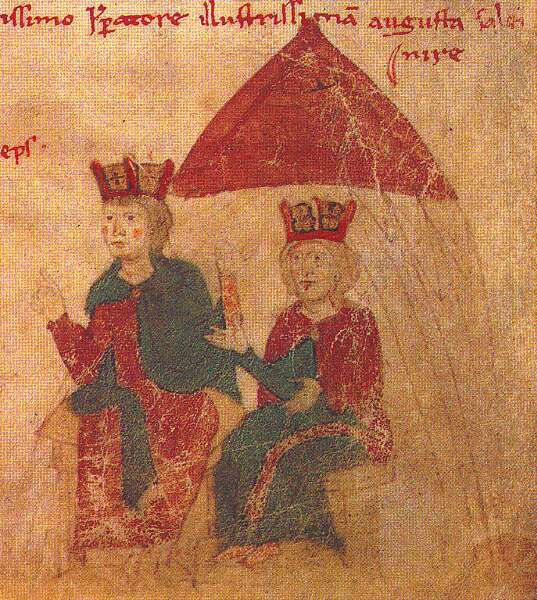
Enrico VI e Costanza d'Altavilla, miniatura dal "Liber ad honorem Augusti" di Pietro da Eboli.

Il 25 dicembre del 1194, dopo aver conquistato il trono e sottomesso la Sicilia col sostegno delle flotte genovesi e pisane e con la forza delle armi, Enrico VI venne incoronato re di Sicilia col nome di "Enrico I di Sicilia". Il giorno dopo l'incoronazione, la moglie Costanza d'Altavilla partorì a Jesi l'attesissimo erede, Federico II, al quale venne dato il nome Federico Ruggero in onore dei due illustri nonni "Federico Barbarossa di Hohenstaufen" e "Ruggero II d'Altavilla". Nonostante la facilità con cui si era conquistato il Regno di Sicilia, Enrico VI usò atroci crudeltà, anche lo zio di Guglielmo III, il conte Riccardo d'Acerra, reduce dalla crociata venne imprigionato.

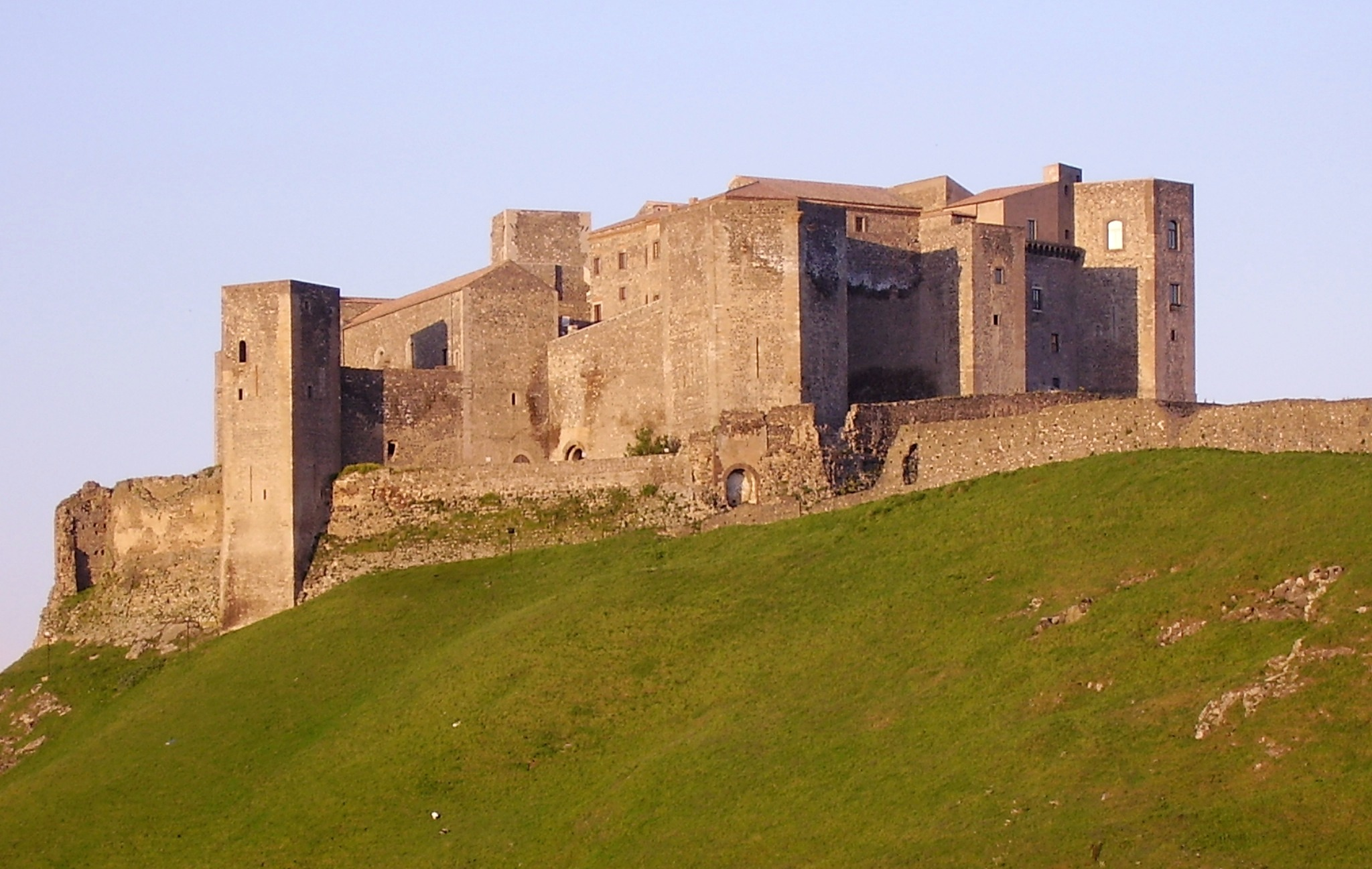
Il Castello di Melfi dove Federico II promulgò le Costituzioni di Melfi dette anche Liber Augustalis

L'imperatrice Costanza, divisa tra il ruolo di moglie di un personaggio temuto ed odiato e quello di discendente di una famiglia amata dal popolo siciliano, sviluppò una sorta di odio per i tedeschi. Enrico aveva la consapevolezza che il suo potere, per quanto enorme, mancasse di unità, e vide la nascita dell'erede come l'occasione giusta per realizzare un progetto di organicità. Nel 1196 l'imperatore decretò la feroce esecuzione di Riccardo d'Acerra, a seguito della quale credette di avere scoperto un ulteriore complotto ai suoi danni, sospettandovi la partecipazione anche di papa Celestino III. Enrico calcò la mano e ordinò sanguinose repressioni ed esecuzioni di massa, il clima di terrore che attanagliò la Sicilia si allentò solo con la morte improvvisa dell'imperatore. Nella notte tra il 28 e il 29 settembre 1197, morì per il riacutizzarsi di un'infezione intestinale, forse in seguito a un avvelenamento da parte della moglie, che gli sopravvisse poco più di un anno.

### Federico II

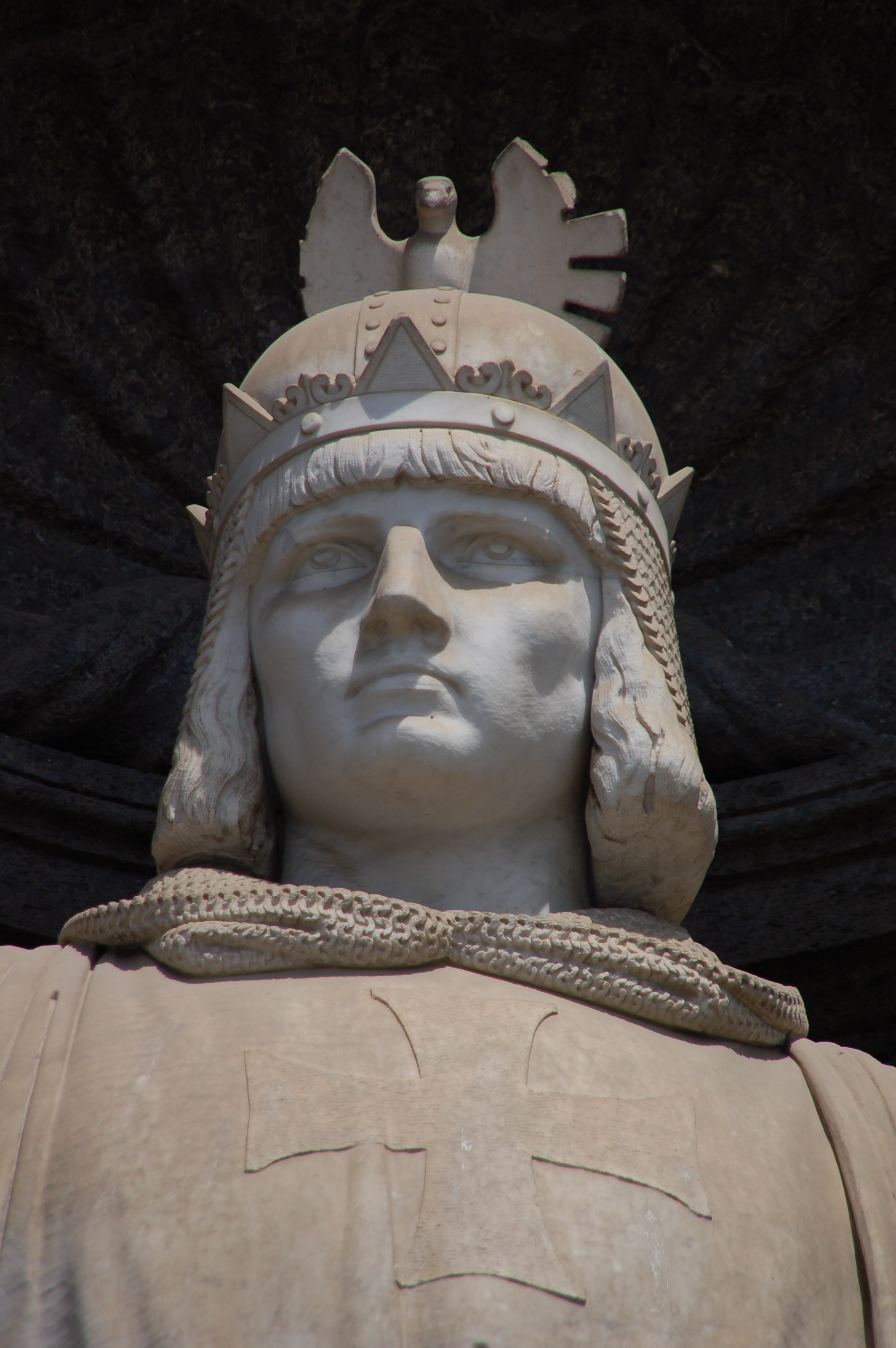
Particolare della statua dedicata a Federico II, Napoli, Palazzo Reale.

Morto prematuramente Enrico VI nel 1197 a Messina, gli succedette l'ancora infante Federico II (come Federico I di Sicilia); per lui, come reggente, governò la madre Costanza, fino alla morte dell'ultima regina Altavilla di Sicilia nel 1198.
Allora Federico II il 18 maggio 1198, a soli quattro anni, venne incoronato Re di Sicilia e affidato alla tutela del Pontefice Innocenzo III. Principale preoccupazione del Pontefice fu quella di mantenere distinti Impero e Regno di Sicilia, per questo affidò il giovane re ad un consiglio di reggenza, riconoscendogli la successione al trono siciliano, mentre in Germania sostenne Ottone IV di Brunswick, candidato guelfo contrapposto a Filippo di Svevia, zio di Federico. Dal 1201 al 1206 Federico, sotto la tutela di Marcovaldo e poi di Guglielmo di Capparone ricevette un'educazione reale, anche se alcuni autori sostengono che venne cresciuto dal popolo palermitano più povero.
Nel 1208, quattordicenne, Federico II uscì dalla tutela papale e assunse direttamente il potere nel regno di Sicilia. Lo stesso anno Filippo di Svevia fu assassinato, e Ottone ebbe la corona imperiale, ma quando non mantenne i patti stipulati con il Papa in precedenza, questi iniziò a sostenere i diritti alla successione del giovane Federico, eletto re dei Romani nel 1212. Essendo conscio della sua debolezza politica, Federico accettò di limitare l'ingerenza della corona negli affari della Chiesa siciliana e concesse ampie autonomie ai grandi signori dell'Impero (Bolla d'oro d'Eger, 1213). Sconfitto Ottone a Bouvines, Federico fu incoronato Re di Germania nella Cappella palatina di Aquisgrana. Come condizione per l'ascesa al trono, Federico II promise a Innocenzo di non unire in un'unica entità statuale Impero e Regno di Sicilia. Federico non diede alcun segnale di voler abdicare al Regno di Sicilia, pur mantenendo la ferma intenzione di tenere separate le due corone.

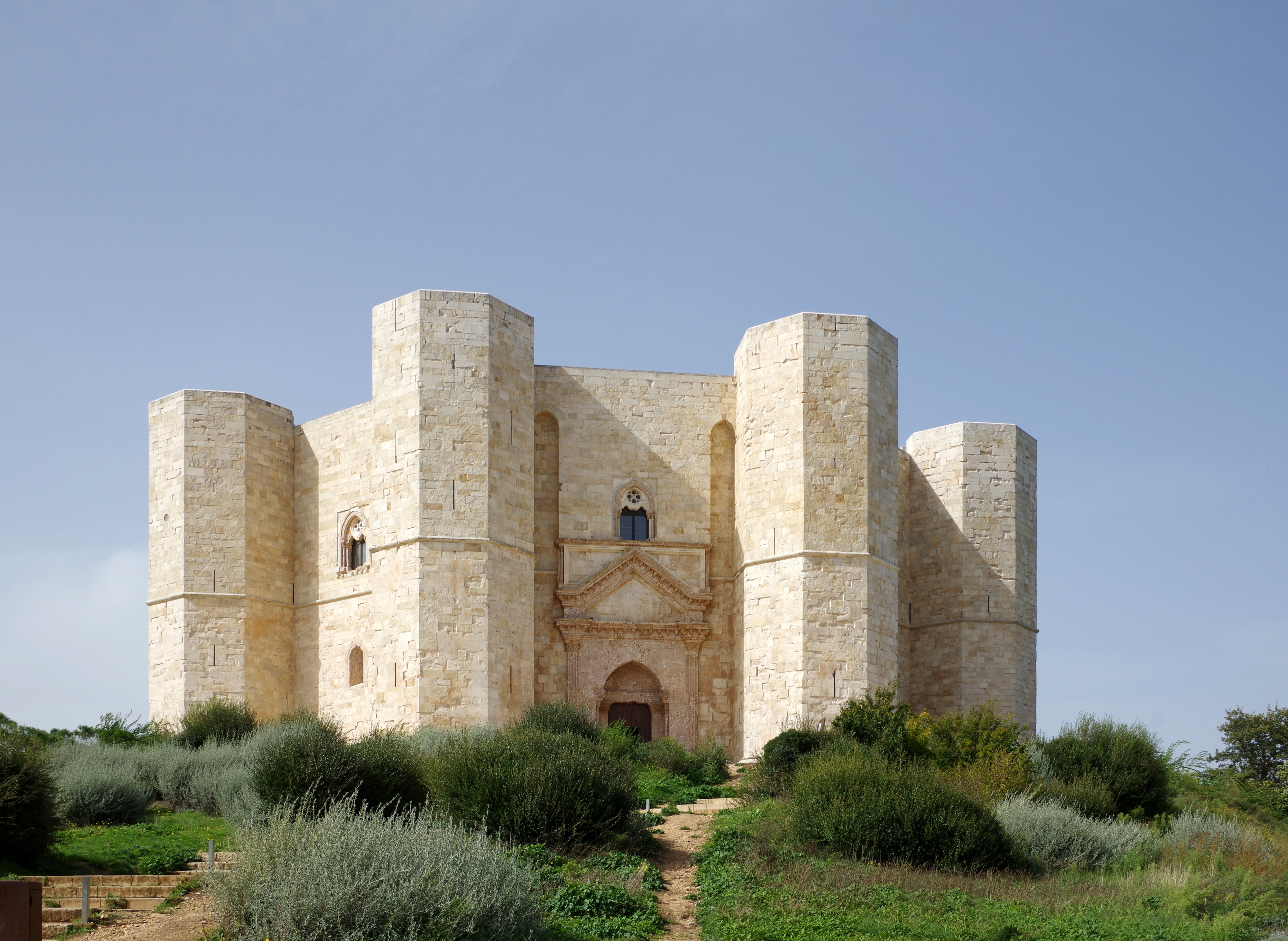
Castel del Monte, fatto costruire da Federico II ad Andria in Puglia.

Aveva quindi deciso di lasciare il Regno di Germania al figlio Enrico, conservando tuttavia, quale imperatore, la suprema autorità di controllo. Essendo di madre siciliana ed essendo stato educato in Sicilia è probabile che si sentisse più siciliano che tedesco, ma, soprattutto, egli conosceva bene le potenzialità del suo regno. Federico venne subito incalzato dal nuovo papa a dare corso alla promessa di indire la crociata, il Pontefice ritenne che l'unico modo per impegnare Federico era quello di nominarlo imperatore, ed il 22 novembre 1220 lo Svevo fu incoronato imperatore in San Pietro a Roma da Papa Onorio III. Eludendo le continue richieste del papa Onorio III di intraprendere la crociata, fu scomunicato per aver ritardato la sua partenza per la Terra Santa (1227), Federico, mantenuto il suo voto crociato, ottenne la cessione di Gerusalemme da parte del Sultano d'Egitto e fu incoronato Re di Gerusalemme nel 1229. Tale risultato positivo del passagium da lui guidato, fu però offuscato dalla crociata che il Papa gli rivolse contro proprio per essersi accordato con un "infedele". Costretto a tornare in fretta in Italia per contrastare l'esercito papale, raggiunse un accordo (pace di Ceprano, 1230) in base al quale egli rinunciava al suo diritto a confermare le nomine vescovili in Sicilia in cambio della revoca della scomunica. Nella diatriba fra papa e imperatore intanto si erano inserite le città della Lega Lombarda ed era ripresa la secolare divisione fra guelfi e ghibellini.

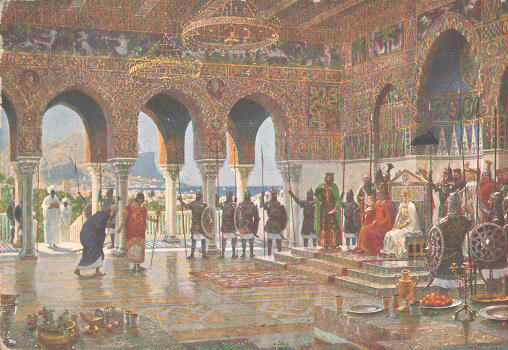
Il cancelliere aulico ricevuto alla corte, presso il palazzo delle Favare dove i sovrani ricevevano letterati, artisti e studiosi siciliani. Dipinto da Michael Zeno Diemer (1939).

Approfittando di un periodo di pace, il sovrano si dedicò agli affari interni dei suoi domini. Condusse un'intensa attività legislativa a Capua e a Catania nel 1220, a Messina nel 1221, a Melfi nel 1224, a Siracusa nel 1227 e a San Germano nel 1229, accentrando il potere nelle proprie mani sottraendoli ai feudatari che li avevano precedentemente usurpati. Ad agosto del 1231 nel Castello di Melfi Federico II, con l'ausilio del suo fidato notaio Pier della Vigna, emanò le Constitutiones Augustales (note anche come Costituzioni di Melfi o Liber Augustalis), codice legislativo del Regno di Sicilia, fondato sul diritto romano e normanno, considerato tra le più grandi opere della storia del diritto. Ne doveva nascere uno Stato centralizzato, burocratico e tendenzialmente livellatore, con caratteristiche che gli storici hanno reputato "moderne".. Due anni dopo inasprì la normativa antiereticale equiparando l'eresia ai delitti di lesa maestà.
Si preoccupò inoltre di formare un ceto di funzionari colti che potessero occuparsi della cosa pubblica fondando l'Università di Napoli. Favorì anche la scuola medica salernitana, prima e più importante istituzione medica d'Europa nel Medioevo. Palermo e la corte divennero il centro dell'Impero, e grazie al mecenatismo del re (definito per la sua cultura Stupor mundi), divenne un importante polo culturale, punto d'incontro tra le tradizioni greca, araba ed ebraica. Qui nacque la Scuola poetica siciliana con il primo utilizzo della forma letteraria di una lingua romanza, il siciliano che anticipa di almeno un secolo la scuola toscana. Tra i più importanti esponenti della scuola siciliana, Jacopo da Lentini, ideatore del sonetto. Molti storici – come scrive Santi Correnti – hanno visto in Federico l'anticipazione politica della "figura del principe rinascimentale" o del "nazionalismo risorgimentale".

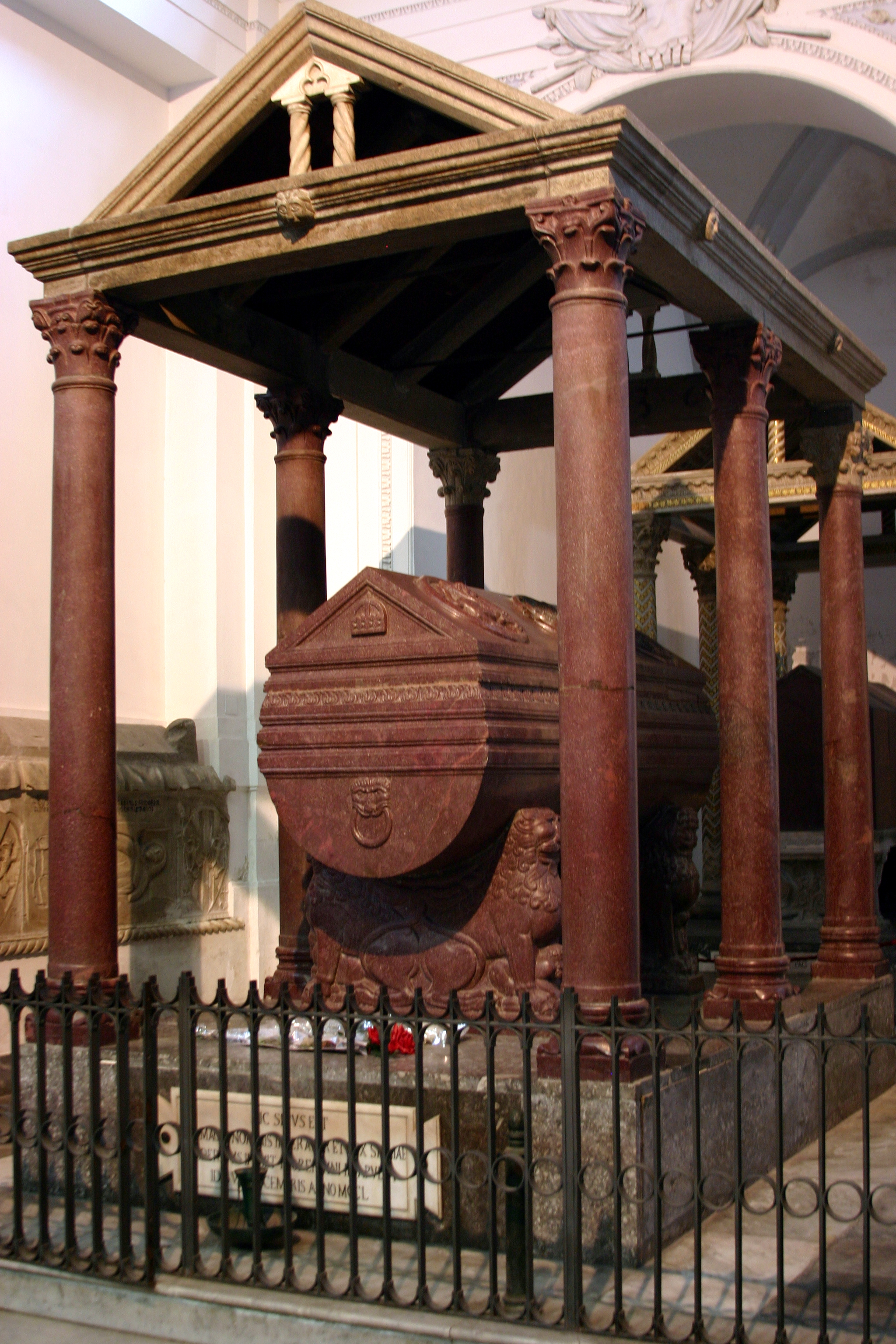
Il sarcofago di Federico II nella Cattedrale di Palermo. Il cuore dell'Imperatore fu custodito nella Cattedrale di Foggia ma il sepolcro andò distrutto nel terribile terremoto del 1731.

In ambito militare, il sovrano si premurò di istituire alcune camere reali (fabbriche e depositi di armi) nelle principali piazzaforti del regno: ad Ariano, Canosa, Lucera, Melfi, Messina e nella stessa Palermo. Il suo regno fu infatti caratterizzato dalle lotte contro il Papato e i Comuni italiani, nelle quali riportò vittorie o cedette a compromessi, da ricordare la notevole vittoria che Federico colse nel novembre 1237 sulla Lega Lombarda a Cortenuova, conquistando il Carroccio che inviò in omaggio al papa. L'anno successivo il figlio Enzo (o Enzio) sposò Adelasia di Torres, vedova di Ubaldo Visconti, giudice di Torres e Gallura e Federico lo nominò Re di Sardegna. La Sardegna era stata promessa in successione al papa, il quale scagliò subito contro Federico la scomunica durante la settimana santa. Per impedire che il concilio confermasse solennemente la sua scomunica bloccò le vie di terra per Roma e fece catturare due cardinali e molti prelati. Le truppe imperiali giunsero sino alle porte di Roma, ma il 22 agosto 1241 l'anziano papa Gregorio IX morì e Federico, dichiarò diplomaticamente che lui combatteva il papa ma non la Chiesa (egli era sempre sotto scomunica), e si ritirò in Sicilia. Papa Innocenzo IV decise che l'assoggettamento della Lombardia all'impero non poteva essere accettato, e convocò il concilio che non solo confermò la scomunica a Federico, ma addirittura lo depose rivolgendosi ai nemici di Federico in Germania per far nominare un altro imperatore. Nel 1250 Federico cadde vittima di una grave patologia addominale, forse dovuta a malattie trascurate, durante un soggiorno in Puglia, secondo Guido Bonatti, invece, sarebbe stato avvelenato. Alla sua morte seguirono delle lotte per la successione al trono.

### Manfredi l'ultimo re della dinastia sveva

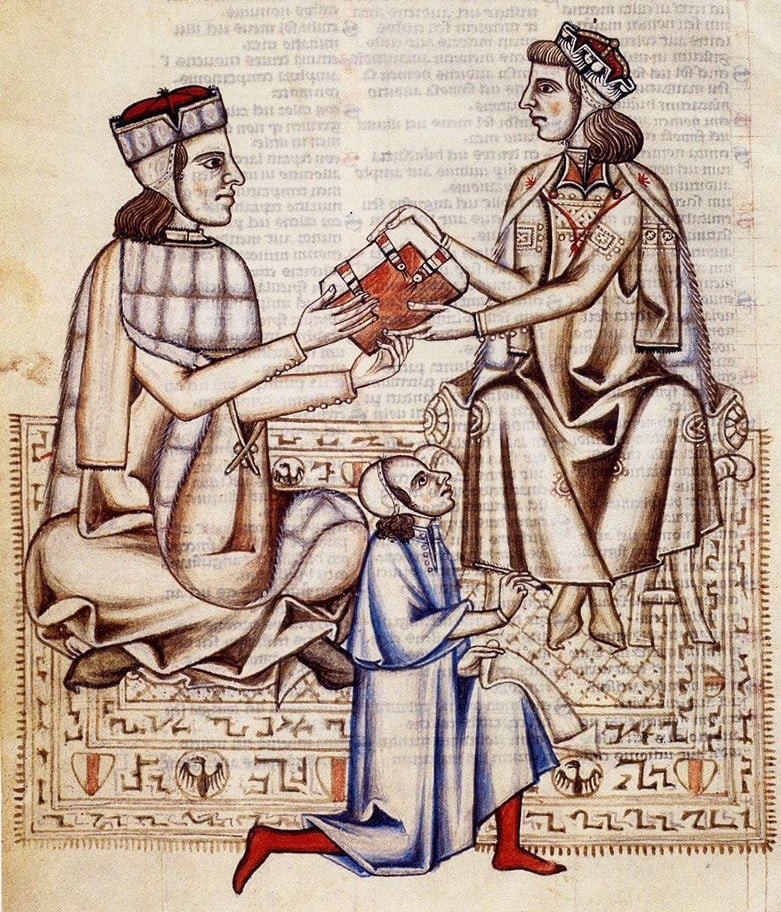
Lo scrittore Johensis consegna a re Manfredi la Bibbia.

Federico II nel suo testamento nominava il figlio secondogenito Corrado IV erede universale e suo successore sul trono imperiale, su quello di Sicilia e su quello di Gerusalemme, e lasciò a Manfredi il Principato di Taranto con altri feudi minori, e inoltre la luogotenenza del regno di Sicilia. Nell'ottobre 1251 Corrado si mosse verso la penisola dove incontrò i vicari imperiali, e nel gennaio 1252 sbarcò a Siponto, proseguendo poi insieme a Manfredi nella pacificazione del Regno. Nel 1253 riportarono sotto il loro controllo le riottose contee di Caserta e Acerra, conquistarono Capua e nell'ottobre infine anche Napoli. Il 21 maggio Corrado morì di malaria lasciando il figlio Corradino sotto la tutela del papa. Il Papato, che continuava a non vedere di buon occhio l'insediamento della casa imperiale di Svevia promise il regno a Edmondo il gobbo purché occupasse il regno con un esercito proprio. Manfredi grazie però alla fine abilità diplomatica ereditata dal padre, concluse con il pontefice un accordo, che vide l'occupazione pontificia con una semplice riserva dei diritti di Corradino e propri. Manfredi, non ritenendosi sicuro di fronte al papa, arruolò un ingente esercito per muovere guerra all'esercito pontificio, che sconfisse presso Foggia. Nel corso del 1257 la guerra procedette vantaggiosamente per gli Svevi, Manfredi sbaragliò l'esercito pontificio e domò le ribellioni interne.
Diffusasi nel 1258, probabilmente per opera stessa di Manfredi, la voce della morte di Corradino, i prelati e i baroni del regno invitarono Manfredi a salire sul trono ed egli fu incoronato il 10 agosto nella cattedrale di Palermo. Tale elezione non venne riconosciuta dal papa Alessandro IV che ritenne pertanto Manfredi un usurpatore. Fra il 1258 e il 1260 la potenza di Manfredi, diventato ovunque capo della fazione ghibellina, si estese in tutta la penisola, la sua potenza fu aumentata anche dal matrimonio della figlia Costanza con Pietro III d'Aragona (1262). Manfredi però venne scomunicato, e nel 1263 il francese papa Urbano IV offrì la corona a Carlo I d'Angiò, fratello del Re di Francia Luigi IX. Questi promosse una spedizione militare per conquistare il Regno. Manfredi venne sconfitto nella decisiva battaglia di Benevento, avvenuta il 26 febbraio 1266. Le milizie siciliane e saracene insieme alle tedesche difesero strenuamente il loro re, mentre quelle italiane abbandonarono Manfredi, che morì combattendo con disperato valore.
I re della dinastia sveva di Sicilia (Hohenstaufen)
- Enrico (1194 – 1197), con Costanza (1194 - 1198)
- Federico II (I) (1198 – 1250)
- Corrado I (1250 – 1254)
- Corrado II (1254 - 1258)
- Manfredi (1258 – 1266) (reggente dal 1250)

## Il periodo della dinastia angioina

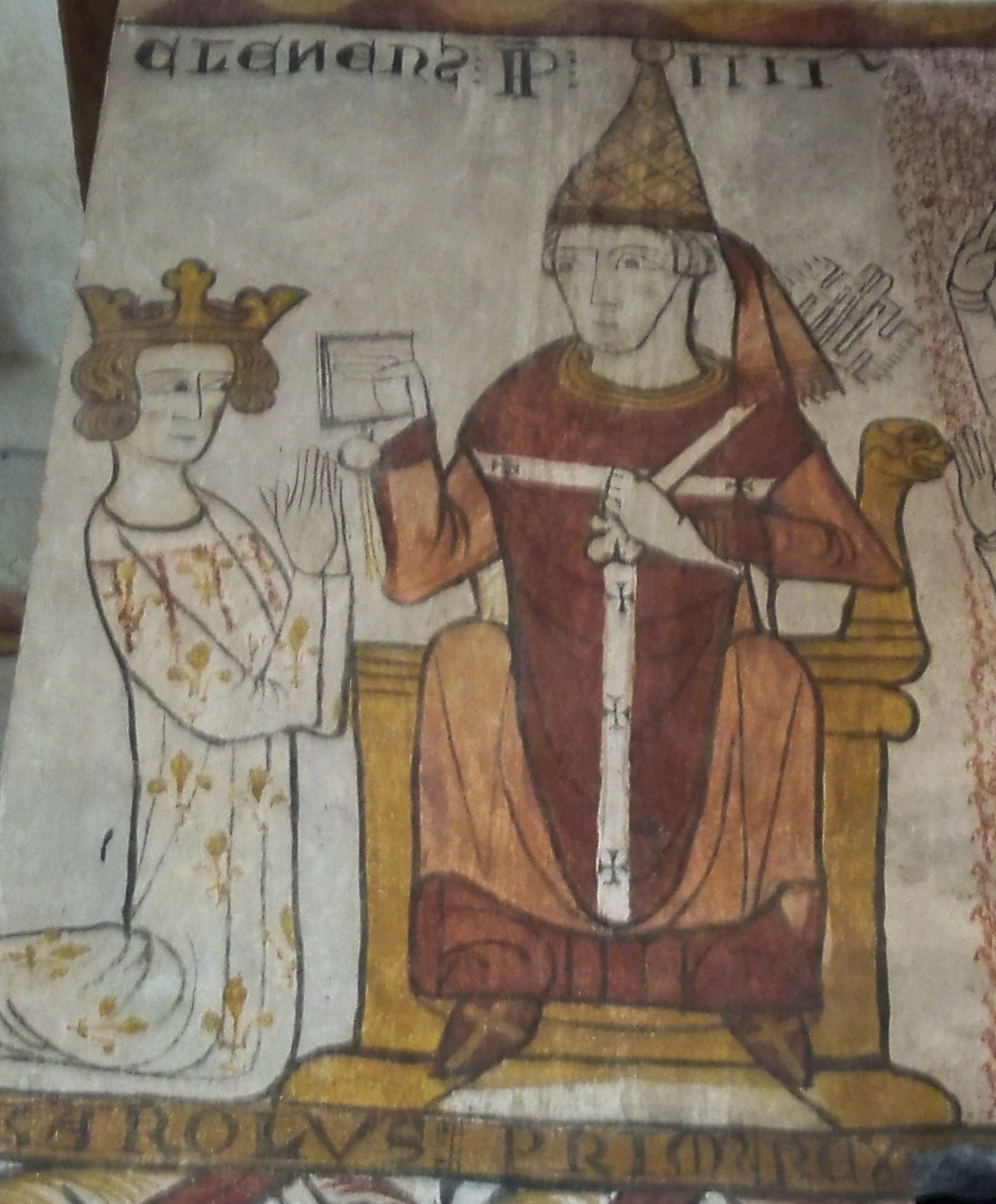
Clemente IV incorona re Carlo, affresco nella Tour Ferrande.

Carlo, conquistato il regno, non convocò più il parlamento siciliano, eliminò gran parte della nobiltà sospettata di lealismo verso la dinastia precedente e ne sostituì gli esponenti con ben più fidati piccoli feudatari, scesi con lui nel regno dalla Francia. Scelse dunque funzionari governativi stranieri, con l'eccezione degli esattori delle imposte, e il commercio che con gli Svevi era gestito dai commercianti siciliani, pugliesi e napolitani, in poco tempo passò nelle mani di mercanti e banchieri toscani. Il sovrano nella sua azione di governo contribuì ad aggravare l'impoverimento dei contadini e la prepotenza dei feudatari nelle campagne. Questi, avvezzi ad una sorta di anarchia nobiliare derivante dalla tradizione feudale alla quale erano abituati, non seppero adattarsi alle consuetudini burocratico-amministrative dell'epoca normanno-sveva in uso nel Meridione. Non a caso si ritiene che fu proprio durante il regno di Carlo I che si affermò, con l'arrivo dei suoi baroni, quel carattere d'infedeltà verso il trono, violenza ed arbitrio tipici dell'aristocrazia meridionale. Questa situazione portò in breve tempo, la nobiltà esasperata a cercare un liberatore, che fu presto trovato nella persona di Corradino di Svevia, figlio di Corrado IV, nipote di Manfredi e ultimo discendente della dinastia degli Hohenstaufen. Nel 1268 Corradino cercò di riconquistare la corona, ma venne sconfitto nella Battaglia di Tagliacozzo, finendo poi decapitato nella piazza del Mercato a Napoli. Sepolto nella Chiesa del Carmine a Napoli, la sua giovane età e la morte ne mantennero vivo il ricordo. Dopo la morte di Corradino, Carlo preferì risiedere a Napoli, che divenne principale centro della Terra di Lavoro e capitale dopo il Vespro Siciliano del 1282.

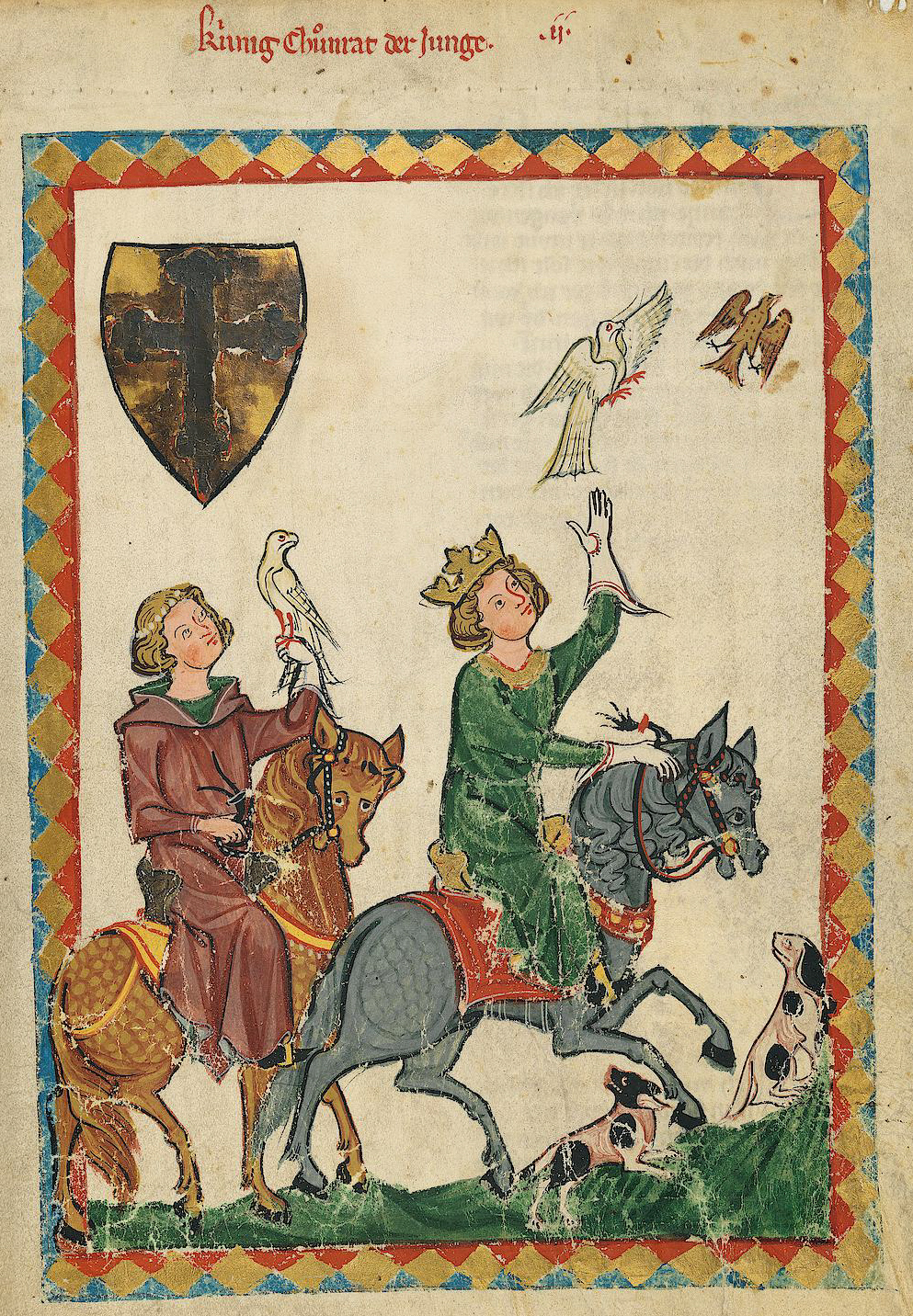
Miniatura del Codex Manesse che illustra il quattordicenne Corradino di Svevia durante una battuta di falconeria.

Carlo proseguì la politica dei suoi predecessori: anch'egli aspirava al controllo dell'intera Italia e all'egemonia del bacino mediterraneo. Inizialmente, proprio in funzione di questo sogno egemonico, si unì all'ultima crociata organizzata dal fratello Luigi IX di Francia. Fallita la spedizione in Nord Africa, il re cercò di costruirsi una solida rete di alleanze politiche estere con il Papato (a Roma si fece attribuire il titolo di senatore), con la guelfa Firenze, i cui banchieri gli accordarono una linea di credito privilegiata, e con Venezia. Con la città lagunare si accordò per la spartizione del Mar Adriatico e dei Balcani: in funzione di ciò si legò per via familiare con il Regno d'Ungheria, facendo sposare il figlio, Carlo II, con la figlia di Stefano V. Carlo si candidò altresì all'impero ed avanzò pretese per il trono gerosolimitano.
Nonostante fosse riconosciuto come capo del partito guelfo, il Papato non vide di buon occhio l'intraprendenza di Carlo. Addirittura pare che Roma si sia riavvicinata alla Chiesa ortodossa, sotto il pontificato di Gregorio X e Niccolò III, pur d'evitare che l'angioino potesse atteggiarsi a difensore della cristianità latina. Per fare ciò intralciarono attivamente i suoi disegni di riconquista di Costantinopoli. Gli stessi guelfi furono visti con sospetto, poiché erano rei d'essere più impegnati a conquistare il potere nelle loro città ed imporvi una signoria di Carlo, che difendere la libertà della Chiesa di Roma. Con la salita al trono pontificio di Martino IV, papa a lui più favorevole, il re di Sicilia poté predisporre un piano di conquista dell'Impero Bizantino.

### I Vespri siciliani

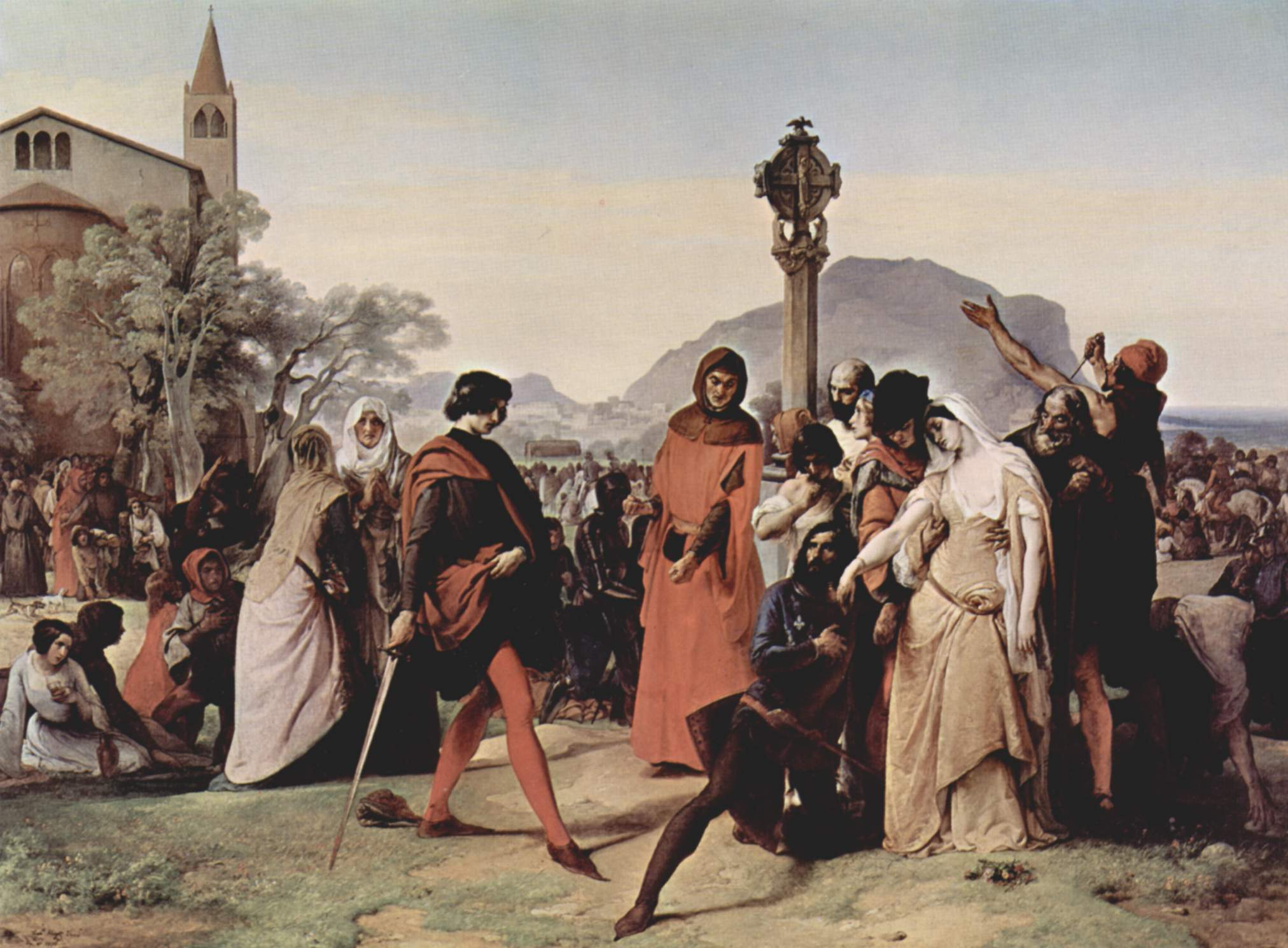
Drouet trafitto dalla spada viene ucciso. Da I Vespri siciliani di Francesco Hayez (1846).

Ma tale progetto rimase sulla carta poiché in Sicilia, il 29 marzo 1282, scoppiò una rivolta, nota come i Vespri siciliani. Nel frattempo i siciliani, di fronte all'alleanza tra Papato ed Angioini, offrirono la corona di Sicilia a Pietro III d'Aragona, trasformando l'insurrezione in un conflitto politico fra Siciliani ed Aragonesi da un lato e gli Angioini, il Papato, il Regno di Francia e le varie fazioni guelfe dall'altra.
Le cause dell'insurrezione siciliana sono da ricercare nel forte malcontento nei confronti degli Angiò. Esso fu causato sia dalla scelta di trasferire la capitale del regno a Napoli, sia dall'impopolarità del nuovo governo, il quale stava riducendo in miseria il paese. La situazione precipitò quando, secondo la ricostruzione storica, un soldato francese, tale Drouet, mancò di rispetto verso una donna siciliana. Il gesto, immediatamente vendicato dal marito, che uccise Drouet, diede il via a un'insurrezione che da Palermo si estese subito in tutta la Sicilia.
Si racconta che i siciliani, per individuare i francesi che si camuffavano fra i popolani, facessero ricorso ad uno shibboleth, mostrando loro dei ceci («cìciri», nella lingua siciliana) e chiedendo di pronunziarne il nome; quelli che venivano traditi dalla loro pronuncia francese (sciscirì), venivano immediatamente uccisi. Secondo tradizione, il Vespro venne organizzato in gran segreto dai principali esponenti della nobiltà siciliana, quali Giovanni da Procida, Alaimo di Lentini, Gualtiero di Caltagirone e Palmiero Abate. I siciliani giurarono fedeltà alla Chiesa cattolica, e il rifiuto di nuove sottomissioni a un re straniero, dichiarandosi al contempo una confederazione di liberi comuni (Communitas Siciliae). La riuscita della communitas Siciliae dipendeva essenzialmente dal consenso della Chiesa, doveva essere risaputo che il papa intrattenesse un antico e consolidato rapporto politico con il Regno di Francia (lui stesso era francese) e con Carlo d'Angiò.
I re della dinastia degli angioini di Sicilia
 Carlo I (1266-1282)

## Il periodo della dinastia aragonese

### Le guerre del Vespro

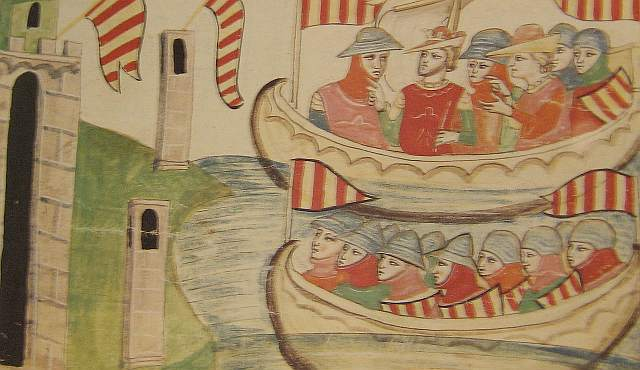
Pietro III d'Aragona sbarca a Trapani, manoscritto della Biblioteca Vaticana

Con il precipitare degli eventi i Siciliani chiesero aiuto a Pietro III d'Aragona che, quale marito di Costanza II di Sicilia, figlia di Manfredi, si considerava titolare della corona di Sicilia e giunto sull'isola il 30 agosto 1282, in settembre cinse della corona del regno, col nome di Pietro I di Sicilia, lasciando la moglie Costanza II come reggente, e tornando in Aragona.
Questo coinvolgimento allargò il conflitto: papa Martino IV ed il re francese Filippo III si schierarono a fianco degli Angiò. Contro Pietro, papa Martino bandì una crociata, a capo della quale fu posto il nipote di Carlo I, il re di Francia Filippo III l'Ardito. Però, la morte dei protagonisti nel 1285 (Martino IV, Pietro III, Filippo III e Carlo I) fece sì che la guerra assumesse un carattere endemico e si dilungasse nel tempo. Un primo tentativo di composizione del conflitto fu compiuto nel 1295 ad Anagni sotto gli auspici della Santa Sede: il novello re Giacomo I, interessato a riallacciare i rapporti con il Papa, si impegnò con Carlo II d'Angiò a cedergli la Sicilia alla sua morte. I siciliani, però, prevedendo un ritorno sotto gli odiati Angiò, insorsero e offrirono la corona dell'isola al fratello di Giacomo, Federico che, investito dal Parlamento siciliano e dalla Voluntas Siculorum venne incoronato Re di Sicilia nella Cattedrale di Palermo col nome di Federico III.
Il conflitto si concluse nel 1302 con la Pace di Caltabellotta che stabiliva la divisione del regno in due: Regnum Siciliae citra Pharum (Regno di Napoli) e Regnum Siciliae ultra Pharum (noto anche, per un breve periodo, come Regno di Trinacria), con la condizione che Federico III continuasse a regnare con il titolo di re di Trinacria, e che alla sua morte la corona sarebbe tornata agli Angioini. Questi tuttavia nel 1313 rivendicò il titolo di Re per il figlio Pietro, e cambiò il titolo in "re di Sicilia" creando l'assurdo per cui esistevano due regni di Sicilia e due re di Sicilia, ciò provocò l'inevitabile reazione angioina e la ripresa della guerra che si trascinò sino al 20 agosto 1372 quando si concluse dopo ben novanta anni con il Trattato di Avignone firmato da Giovanna d'Angiò e Federico IV di Sicilia e con l'assenso di Papa Gregorio XI.

### Il Regno di Sicilia ulteriore

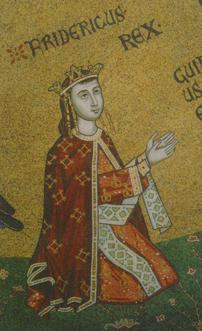
Federico III di Sicilia nel mosaico dell'abside dell'altare maggiore del Duomo di Messina.

Nel 1285 con la morte di Pietro I, il figlio secondogenito, Giacomo il Giusto gli succedette sul trono di Sicilia come Giacomo I, mentre, in quanto figlio maggiore, Alfonso III gli succedette sul trono di Aragona e di Valencia e nel Principato di Catalogna. Nel 1291 alla morte improvvisa di Alfonso III, Giacomo, suo successore salì quindi sul trono di Aragona lasciando la luogotenenza in Sicilia al fratello Federico che subito si mostrò molto attento alle istanze dei siciliani. Il 12 giugno del 1295 Giacomo I e Carlo II d'Angiò cercarono una via d'uscita dal conflitto del Vespro, con il Trattato di Anagni, che consegnava la Sicilia al papa, che a sua volta l'avrebbe riconsegnata agli angioini, in cambio dei regni di Sardegna e di Corsica. Così i siciliani si sentirono traditi e abbandonati ed in questo contesto il Parlamento siciliano, riunito al Castello Ursino di Catania, elesse a Re di Sicilia Federico disconoscendo Giacomo. Il parlamento il 15 gennaio 1296, lo riconobbe Federico III Re di Sicilia.

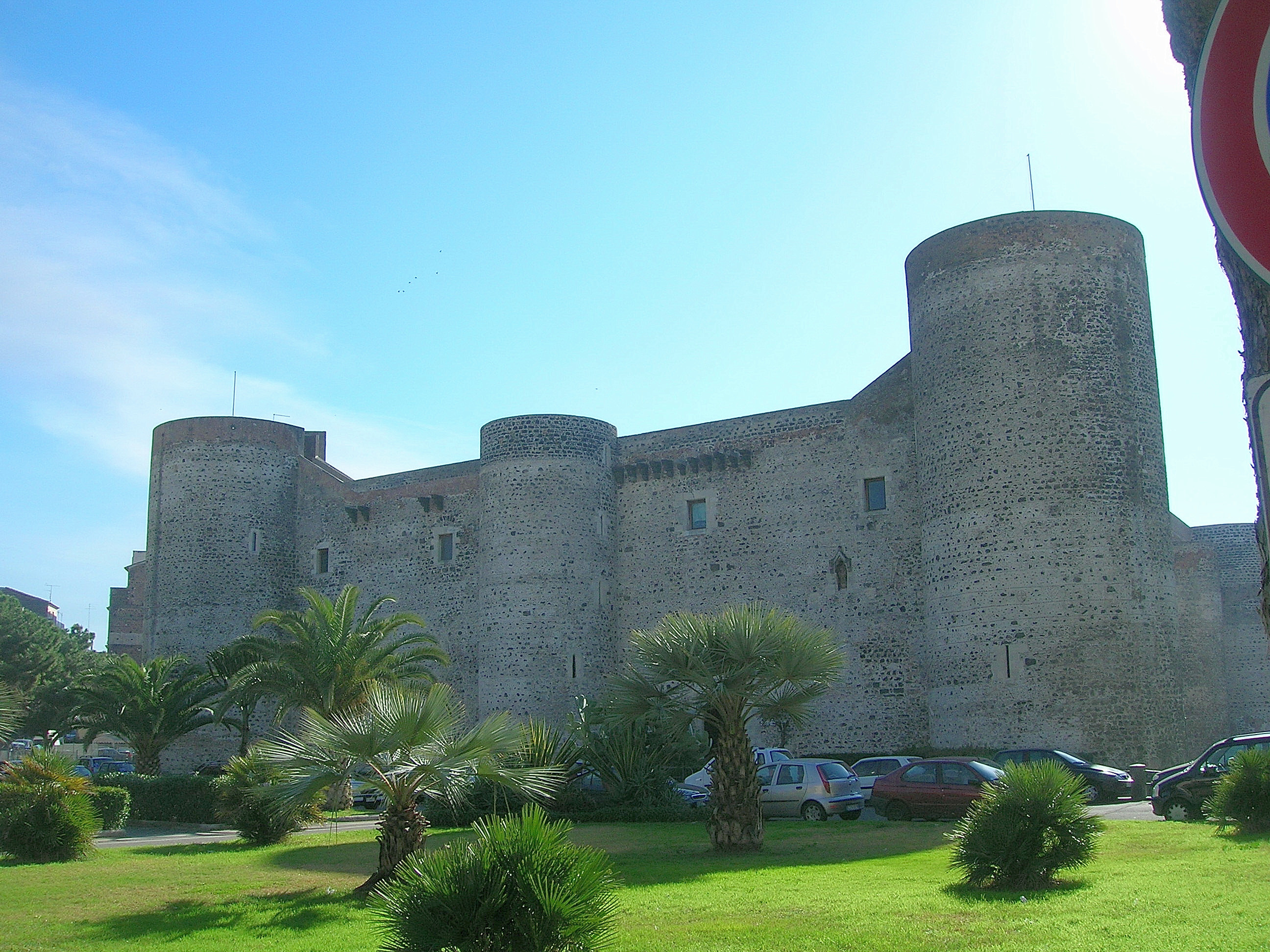
Castello Ursino fondato da Federico II di Svevia residenza dei sovrani aragonesi.

L'incoronazione ufficiale avvenne, il 25 marzo del 1296, nella Cattedrale di Palermo. Federico riprese la guerra del Vespro, allora Bonifacio VIII, agli inizi del 1297, convocò a Roma sia Giacomo II che Carlo II d'Angiò e li spronò a riconquistare la Sicilia secondo il trattato di Anagni. Federico III riuscì a resistere alle offensive lanciate da molti paesi europei: Regno di Francia, Papato, Regno Angioino di Napoli, città guelfe italiane e Regno d'Aragona, e nel 1302, con la Pace di Caltabellotta, viene riconosciuto come Re di Trinacria.
Nel 1313 riprese la guerra tra Angioini e Sicilia; l'anno successivo il parlamento siciliano, disattendendo l'accordo siglato con la Pace di Caltabellotta, confermava Federico con il titolo di re di Sicilia e non più di Trinacria, e riconosceva come erede del regno il figlio Pietro. Nel 1321, Federico aveva fatto incoronare il figlio Pietro come co-regnante e suo successore, attirandosi le ire del papa Giovanni XXII, che scagliò l'interdetto sulla Sicilia e tolse solo nel 1334. A Federico, nel 1337 succedette il figlio Pietro II, il suo breve regno fu segnato dai forti contrasti tra la corona ed i nobili. Il 15 agosto 1342 gli succedette il figlio maschio primogenito, Ludovico, sotto la tutela della madre, Elisabetta di Carinzia, e dello zio, Giovanni, che divenne reggente, ciò provocò una forte instabilità politica e la crisi economica dell'isola. Ludovico morirà nel 1355 colpito dalla peste a soli 17 anni. Federico IV succedette al fratello Ludovico, sotto la tutela della sorella, Eufemia, che fu nominata reggente. Federico IV verrà ricordato soprattutto per aver chiuso definitivamente la contesa contro gli angioini, dominatori di Napoli, dopo ben novanta anni di guerre reciproche, con il Trattato di Avignone nel 1372. La regina di Napoli Giovanna I rinunciò ai diritti formali sulla Sicilia accettando il fatto compiuto, d'ora in poi il Meridione continentale si sarebbe chiamato anche ufficialmente Regno di Napoli. Alla morte di Federico IV, all'età di trentasei anni, la figlia Maria di Sicilia ereditò la corona del regno di Sicilia sotto la tutela di Artale I Alagona; la cosa fu giudicata illegale, in quanto Federico III proibì la successione per linea femminile.

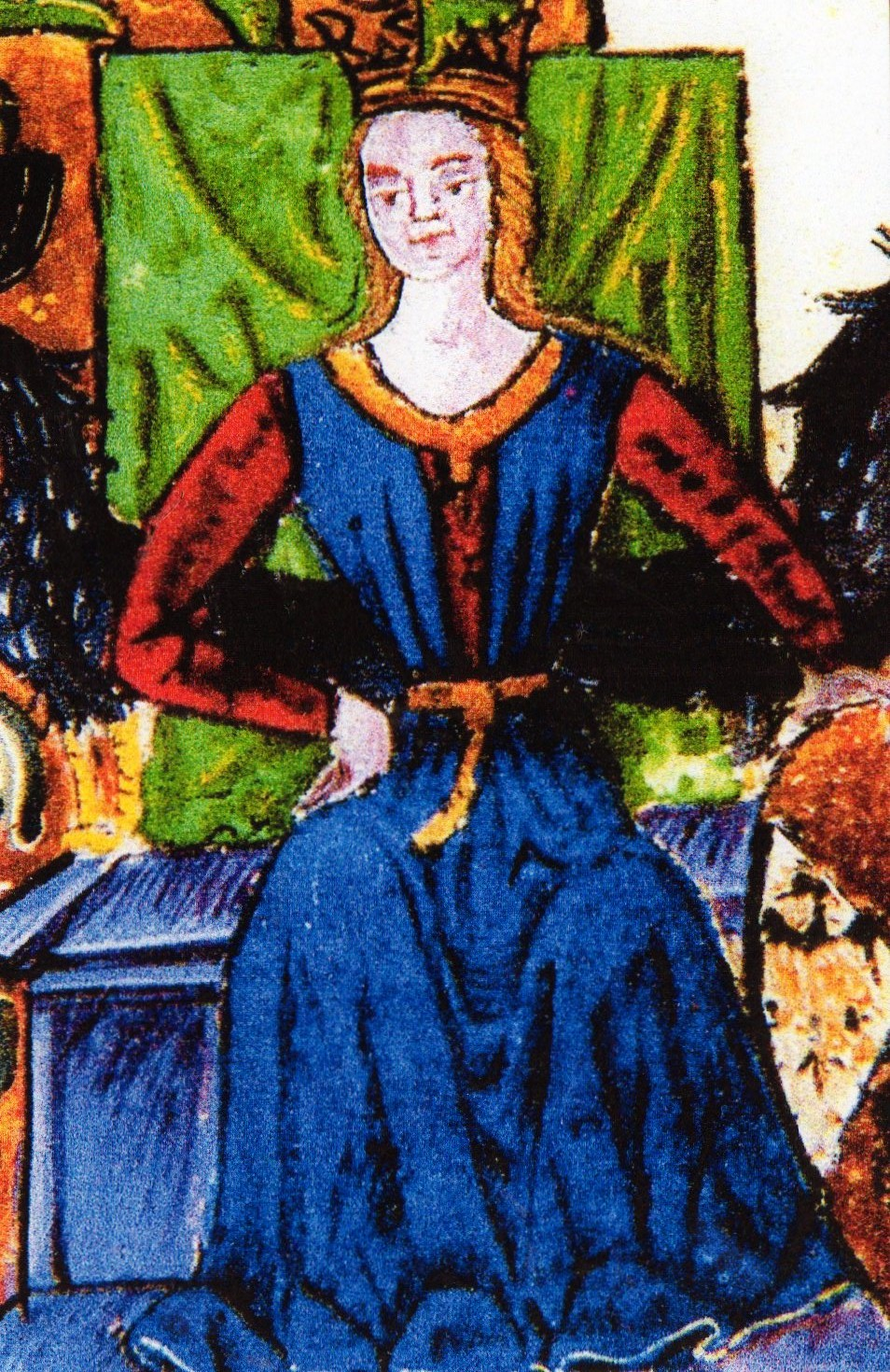
La regina Maria, ultima della dinastia aragonese in Sicilia

Stemma del Regno di Sicilia sotto la Dinastia Aragona

Nel 1392 sposerà Martino il giovane, considerato dai Siciliani un usurpatore, poiché la loro unione fu frutto del rapimento di Maria da parte di Guglielmo Raimondo III Moncada con la segreta approvazione di Pietro IV di Aragona. Con la morte di Maria nel 1401 si estinguerà la dinastia aragonese-sicula. Lo stesso anno Martino I ripudiò il Trattato di Avignone e governò la Sicilia da solo, senza più considerarsi vassallo dei Re di Napoli. Il 21 maggio del 1402, a Catania, sposerà in seconde nozze, Bianca di Evreux che diventerà regina consorte di Trinacria. Con la morte di Martino I, il padre Martino I di Aragona, divenne re di Sicilia col nome di Martino II. Per mancanza di eredi, questa linea di successione causò la fine dell'indipendenza del regno di Sicilia. Per un breve periodo la sede del regno fu Catania. Alla morte di Martino II (1410), seguì un periodo di incertezza detto interregno, che durò due anni.

### Unione con la corona d'Aragona e viceré
Con il Compromesso di Caspe del 1412, le Cortes decisero che sarebbe stato sovrano della corona d'Aragona e re di Sicilia Ferdinando el de Antequera, infante del casato castigliano di Trastámara che fu proclamato Re il 28 giugno 1412. Bianca di Evreux venne nominata dal re d'Aragona Ferdinando I regina con il titolo di vicaria del regno isolano. Per un breve periodo i siciliani sperarono di tornare ad avere una propria corte, in quanto Martino I sposò Bianca, e quindi alcuni nobili siciliani cercarono di offrire come consorte alla regina, Niccolò Peralta. Nel 1416 Bianca divenne regina di Navarra, con la conseguenza che l'isola perderà l'indipendenza e verrà governata da un viceré.

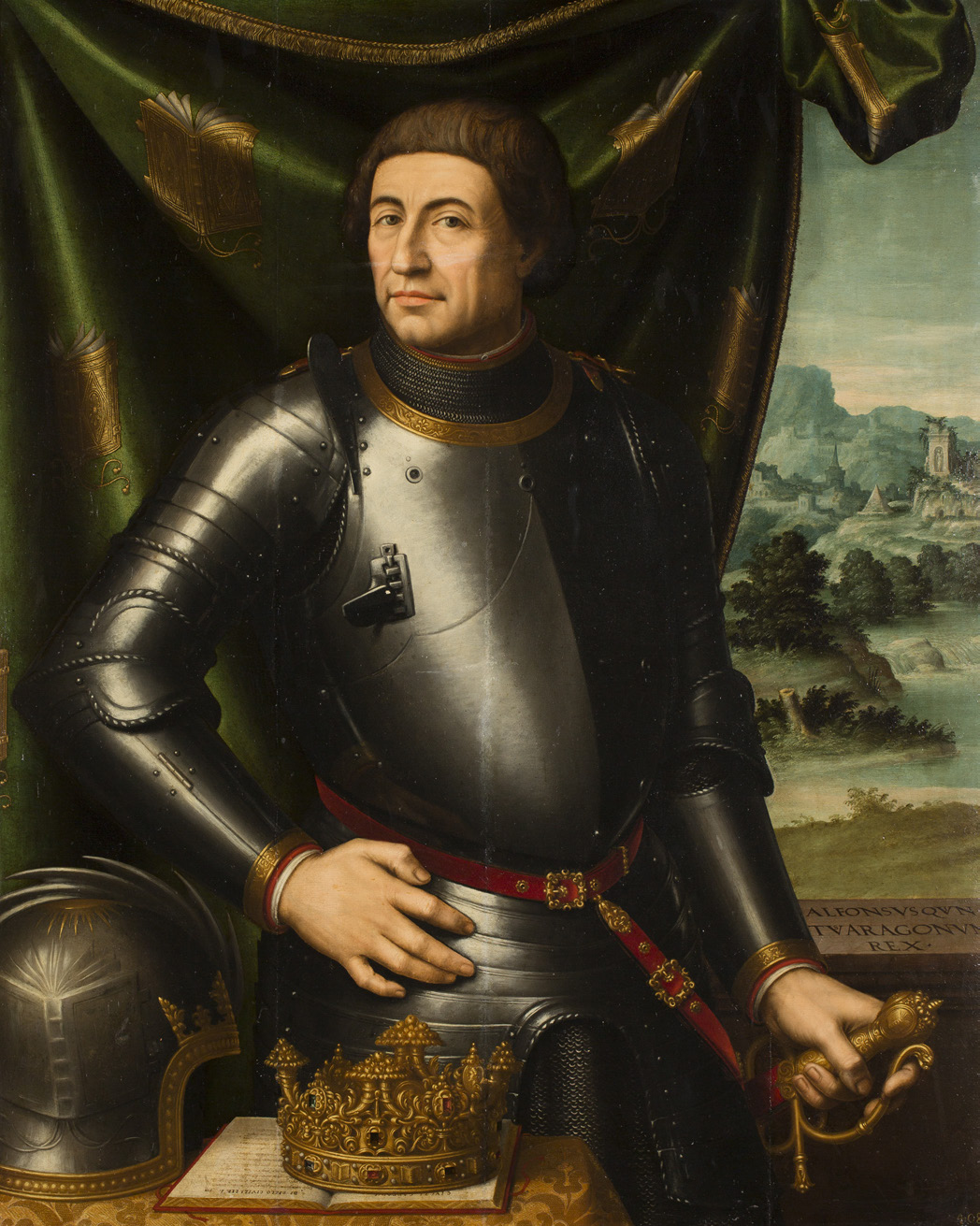
Alfonso il Magnanimo.

Morto Ferdinando I il 2 aprile del 1416, regnò Alfonso il magnanimo, questi, vedendo che i Siciliani, per la loro sete di indipendenza, avrebbero voluto eleggere il fratello Giovanni, governatore per conto del padre, a re di Sicilia, lo richiamò a corte e lo inviò in Castiglia ad aiutare l'altro fratello, Enrico di Trastàmara.

Alfonso unì alla corona d'Aragona anche il regno di Napoli e lo unì anche se solo formalmente sotto la corona di rex Utriusque Siciliae in quanto le investiture papali ed i regni erano ormai diventati due. Egli istituì a Catania, nel 1434 l'università più antica della Sicilia (Siciliae Studium Generale). Alfonso V, alla sua morte, lasciò il Regno di Napoli al suo figlio illegittimo Ferdinando mentre tutti gli altri titoli della corona d'Aragona, inclusa la Sicilia, andarono a suo fratello Giovanni. Nel 1458, Giovanni fu incoronato re di Sicilia nel castello di Caltagirone e divenne Giovanni II, re della corona d'Aragona, I di Sicilia. 

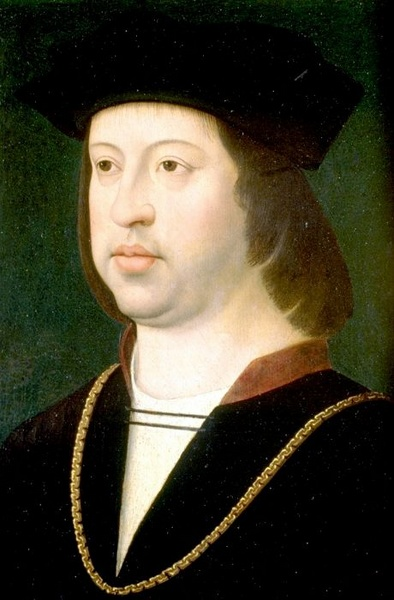
Ferdinando il cattolico

 Molti Siciliani tentarono di spingere al trono di Sicilia il figlio di Giovanni II, Carlo di Viana, che però rifiutò preferendo mantenere un buon rapporto col padre. Giovanni neutralizzò eventuali rischi dichiarando l'annessione perpetua del regno al dominio aragonese, e successivamente con una politica di ampie concessioni ai ceti privilegiati. Nel 1469, Giovanni riuscì a far sposare il figlio, Ferdinando il cattolico con Isabella la cattolica, erede del trono di Castiglia. Alla morte del padre, il 20 gennaio 1479, Ferdinando divenne re come Ferdinando II di Sicilia. Dopo un tentativo fallito di estendere dalla Spagna alla Sicilia il Tribunale dell'Inquisizione nel 1481, nell'ottobre del 1487 Ferdinando II creò il Tribunale dell'Inquisizione, e fu inviato in Sicilia il primo inquisitore delegato, Frate Agostino La Pena, la cui nomina fu approvata da papa Innocenzo VIII. Nell'isola operavano già gli inquisitori apostolici dell'Inquisizione della Santa Sede anche se con modalità meno rigorose rispetto a quelle dell'Inquisizione Spagnola. Il 18 giugno 1492, un editto di Ferdinando il cattolico impone senza condizioni che gli ebrei debbano abbandonare per sempre la Sicilia entro tre mesi, pena la morte, cancellando un'identità etnica, culturale, religiosa e linguistica da secoli integrata nella vita dell'isola. Ferdinando morì il 25 gennaio del 1516, la Corona d'Aragona venne ereditata dal nipote Carlo V d'Asburgo, che assunse il titolo di re di Spagna, e di imperatore del Sacro Romano Impero, ereditò anche il regno di Sicilia con il titolo di Carlo II di Sicilia.
I re della Dinastia aragonese di Sicilia o Trinacria (Casa di Barcellona)
- Pietro I - Costanza II (1282-1285)
- Giacomo I (1285-1296)
- Federico III (1296-1337)
- Pietro II (1337-1342)
- Ludovico (1342-1355)
- Federico IV (1355-1377)
- Maria (1377-1401) - Martino I (1392-1401) re consorte
- Martino I (1401-1409)
- Martino II (1409-1410)

I re della Corona d'Aragona e di Sicilia (Trastámara)
- Ferdinando I (1412 - 1416)
- Alfonso I (1416 - 1458)
- Giovanni I (1458 - 1479)
- Ferdinando II (1479 - 1516)

Dal 1415, la Sicilia ospitò un primo viceré del monarca aragonese, anche se fu solo formale, in quanto il regno dell'isola era ancora governato sotto la tutela di Bianca d'Evreux che lascerà l'isola l'anno successivo.

## I viceré spagnoli

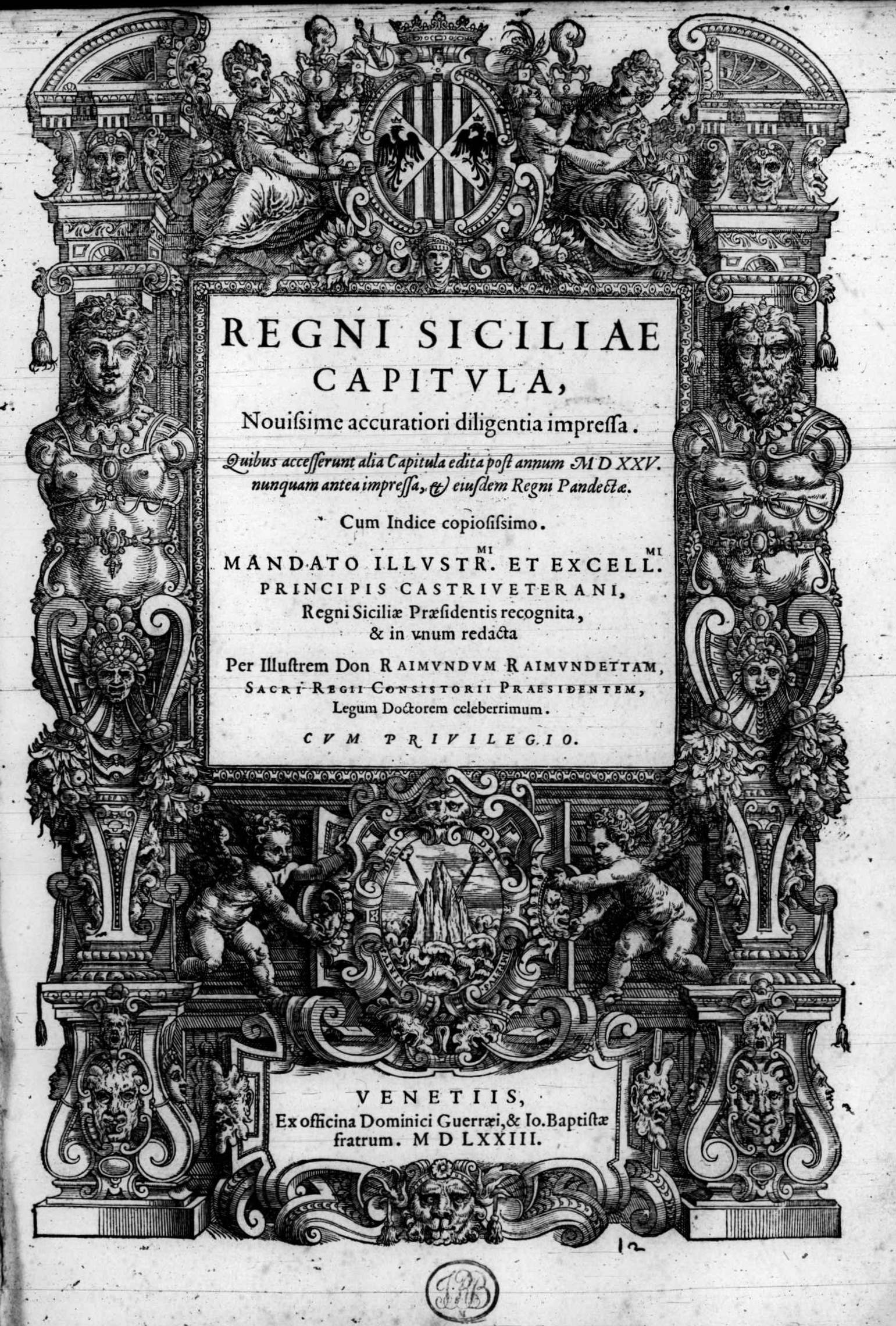
Capitula Regni Siciliae, 1573. Edizione stampata a Venezia per volere del viceré Carlo d'Aragona Tagliavia.

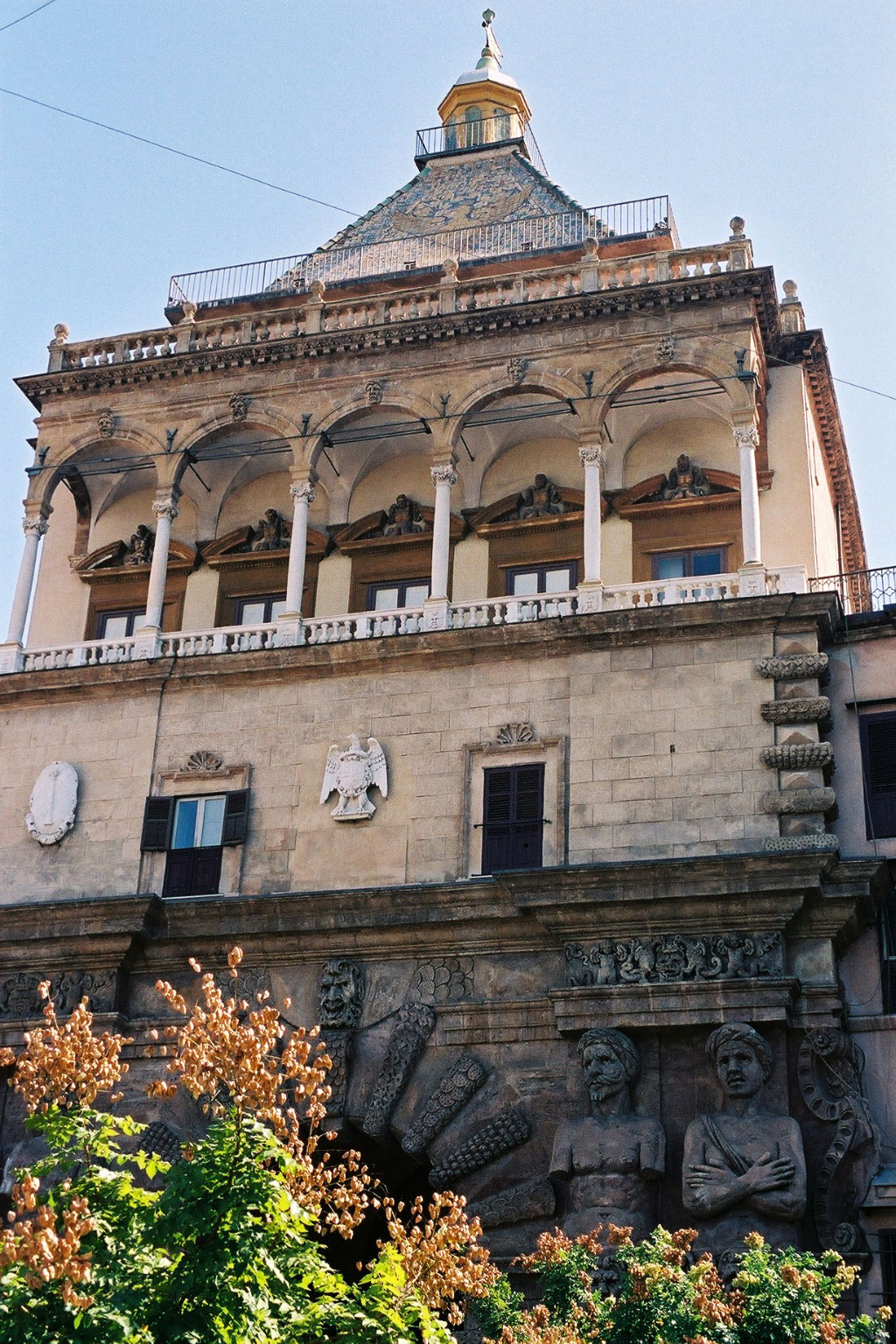
Porta Nuova (Palermo) voluta nel 1583 dal viceré Marcantonio Colonna per ricordare la vittoria di Carlo V sulle armate turche.

Nel 1479, a seguito del matrimonio con Isabella di Castiglia,  Ferdinando II di Aragona poté fregiarsi del titolo di Re di Spagna. La Sicilia, ricompresa tra i territori della corona d'Aragona, divenne così parte dei possedimenti dei sovrani della Spagna unificata. Il nipote di Ferdinando, Carlo V d'Asburgo, ereditò nel 1516 tutti i possedimenti spagnoli, compreso il trono di Sicilia quale parte della corona d'Aragona. Nello stesso anno scoppiò una rivolta contro Ugo Moncada chiamata "Pietra del Malconsiglio".
Nel 1530, Carlo V assegnò l'isola di Malta in feudo ai Cavalieri ospitalieri.
Nel 1535 arrivò in Sicilia proveniente dalla spedizione di Tunisi contro i corsari barbareschi. Prese parte alla seduta del Parlamento Siciliano nel quale sintetizzava il ruolo cruciale della Sicilia nella guerra contro gli Ottomani. Ordinò imponenti opere di fortificazione nei maggiori centri, e nel 1548, Ignazio de Loyola fondò a Messina il primo Collegio dei gesuiti al mondo, in seguito si trasformerà nel Messanense Studium Generale ossia l'Università di Messina. Nel regno di Filippo II di Spagna, I di Sicilia, il pericolo delle incursioni influenzò ogni aspetto dell'amministrazione, giustificando l'alta imposizione fiscale e costose guarnigioni di terra e imbarcazioni da guerra.
I Senati cittadini furono istituiti nelle principali città dell'isola, da Palermo a Trapani, a Siracusa, a Messina.
Nel 1583 vi una nuova suddivisione amministrativa: dopo i Valli il territorio fu suddiviso in 42 Comarche (poi 44). Istituite dal viceré Marcantonio Colonna, furono in totale 42. Tra le funzioni principali delle comarche vi era l'amministrazione fiscale: la città demaniale, capoluogo di ciascuna di esse, infatti, era la sede del "secreto", ovvero del funzionario regio che sovraintendeva alla riscossione dei tributi. Tra le funzioni dell'ufficio di tale figura vi era anche il censimento della popolazione della comarca: in base ai censimenti, infatti, avveniva la distribuzione del carico fiscale sugli abitanti della circoscrizione stessa.
Con la Costituzione siciliana del 1812 le comarche furono poi sostituite da 23 distretti, riorganizzati dal 1816 in sette provincie.

### Le insurrezioni popolari
Il periodo di Filippo IV di Spagna, III di Sicilia, fu caratterizzato da una generale crisi economica a livello europeo. La crisi arriva al culmine tanto che le rivolte del popolo aumentano in numero ed intensità, toccò a Palermo nel 1647, nel 1674 a Messina e poi a Catania.
L'apice della rivoluzione si toccò con l'insurrezione di Palermo. La rivolta antispagnola, che prese il via nel maggio 1647, fu guidata inizialmente da Nino La Pelosa, ma fu presto arrestato, mentre Giuseppe D'Alesi, riuscì a fuggire e arrivare a Napoli dove assistette alla rivolta del Masaniello.
Fu poi nell'agosto successivo sempre a Palermo che D'Alesi riprese la rivolta contro gli spagnoli, organizzando dapprima una congiura di corte che però viene scoperta a causa della presenza di due spie. Successivamente venne eletto dal popolo capitano generale, con questo titolo riunì gli uomini, assalì l'armeria reale e con queste armi andò alla conquista del palazzo reale riuscendo in un primo momento a scacciare il viceré e convocò artigiani e nobili per discutere un nuovo statuto per un regno sotto il controllo degli stessi siciliani. I nobili siciliani però, non restarono contenti di questo nuovo statuto ed organizzarono nuovi tumulti con la falsa accusa che volesse cedere la Sicilia agli odiati francesi. D'Alessi fu decapitato e i suoi collaboratori vennero uccisi.
La rivolta antispagnola di Messina, con l'appoggio del re francese Luigi XIV, scoppiò nel 1674. Tra le cause scatenanti vi furono le revoche di storici privilegi che la città godeva, tanto da contendere a Palermo il ruolo di capitale del regno, e alcune carestie e pestilenze che peggiorarono le condizioni di vita del popolo messinese. La città divenne protettorato francese. Nel 1678 però, con la firma della pace di Nimega tra Francia e Spagna, i francesi abbandonarono la città messinese che subì una crudele riconquista spagnola.
Nel periodo di regno di Carlo II, la Sicilia fu sconvolta dal terremoto del Val di Noto del 1693, che rase al suolo decine di città. L'esigenza della ricostruzione, cha viene effettuata in un periodo dinamico segnato da mutamenti di dimastie (dagli spagnoli ai Savoia e poi agli austriaci), porta nell'isola una serie di progettisti, artisti e architetti, che contribuirono alla nascita del barocco siciliano.

## Savoia e Asburgo

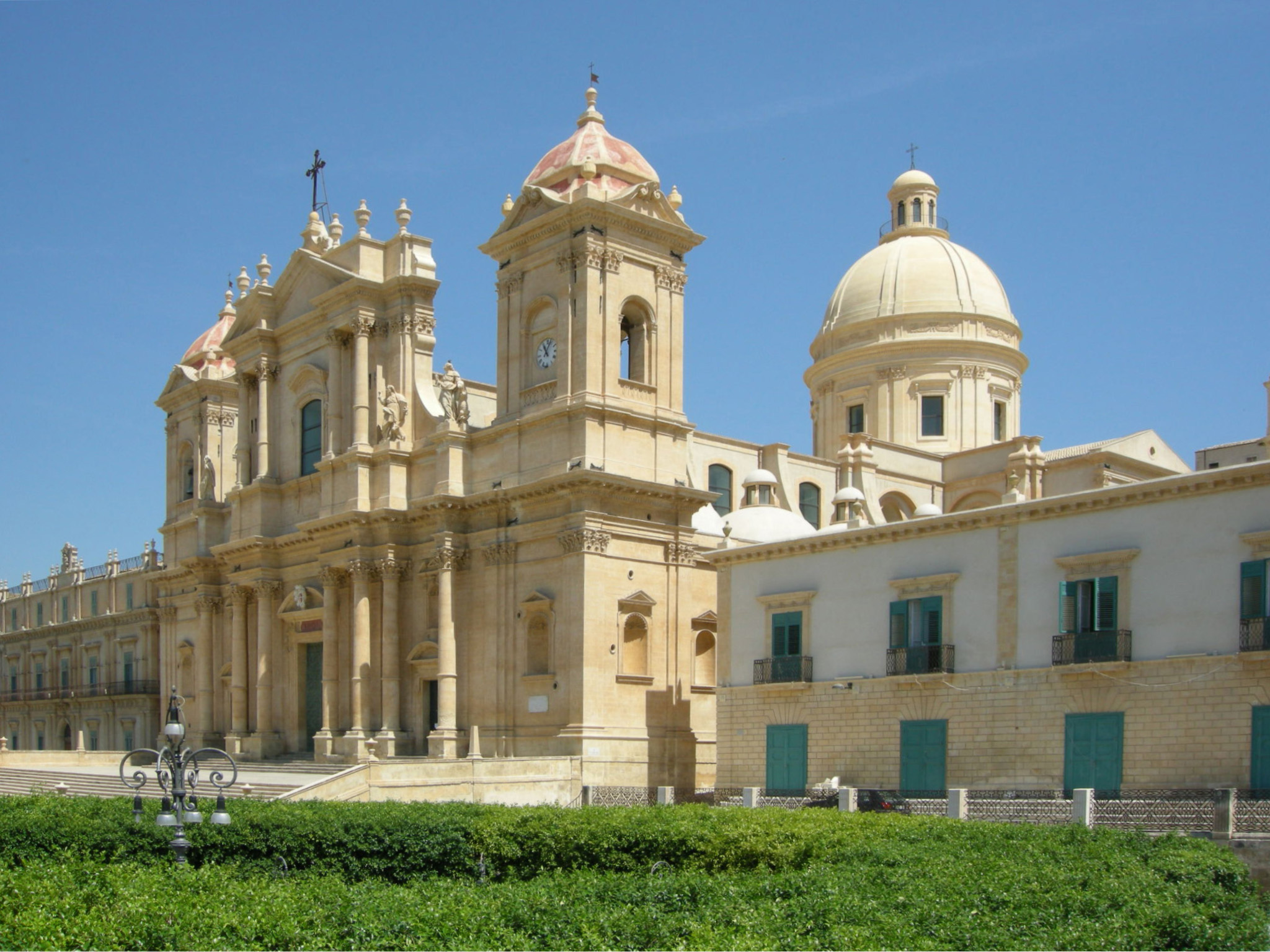
La cattedrale di Noto, costruita dopo il terremoto del Val di Noto del 1693

Nel 1700, con la morte di Carlo, Filippo V dei Borbone di Spagna salì al trono. Con la pace di Utrecht, che pose fine alla guerra di successione spagnola, la Sicilia venne assegnata al duca Vittorio Amedeo II di Savoia.
I re di Spagna e di Sicilia
- Carlo II (1516-1556)
- Filippo I (1556-1598)
- Filippo II (1598-1621)
- Filippo III (1621-1665)
- Carlo III (1665-1700)
- Filippo IV (1700-1713)

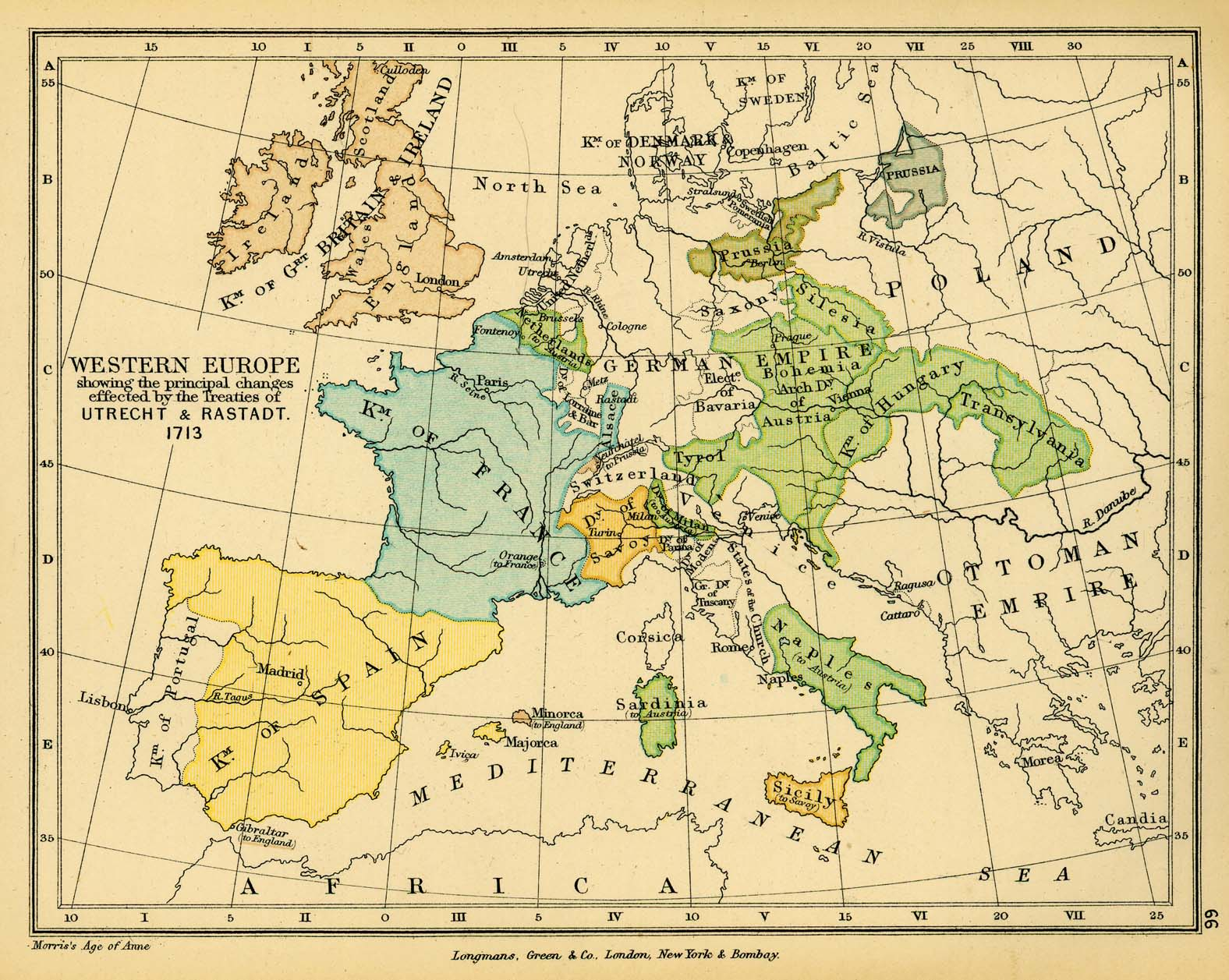
L'Europa disegnata dal trattato di Utrecht (1713)

Nel 1711 dalla Controversia liparitana nacque un contrasto tra la monarchia siciliana e il papato che si protrasse per molti anni. Il periodo dei viceré per conto della Spagna si concluse nel 1713, a causa della guerra di successione Spagnola.
I re Savoia di Sicilia
- Vittorio Amedeo (1713-1720)

Nel 1713, con il trattato di Utrecht, si riconobbe il Regno di Sicilia annesso al Ducato di Savoia; con la clausola che qualora il ramo maschile dei Savoia si fosse estinto, il regno sarebbe tornato alla corona di Madrid. Il 24 dicembre, dopo una sontuosa cerimonia nella cattedrale di Palermo, il duca Vittorio Amedeo II e la moglie, Anna Maria di Orléans, ricevettero la corona regia. Con Vittorio Amedeo, quindi, Casa Savoia ottenne il titolo regio. Dopo la battaglia di Francavilla del 1719, Vittorio Amedeo mantenne la sovranità sulla Sicilia fino al 1720, quando, da Vienna, arrivò la proposta di aderire alla ormai siglata Quadruplice Alleanza in cambio del titolo di Re di Sardegna. Anche se percepito come svantaggioso per i Savoia, all'Austria fu assegnata la Sicilia. Con il Trattato dell'Aia del 1720 la Sicilia tornò quindi nei domini degli Asburgo, questa volta alle dipendenze dell'Austria.
I re Asburgo di Sicilia
- Carlo IV (1720-1735)

Il regno, in conseguenza degli eventi della guerra della Quadruplice Alleanza, sarà governato da viceré per conto degli Asburgo d'Austria dal 1720 al 1735, quando verrà ceduto, nell'ambito dei trattati conseguenti alla guerra di successione polacca, a Carlo III di Spagna.

## Il periodo della dinastia dei Borbone

### Carlo III

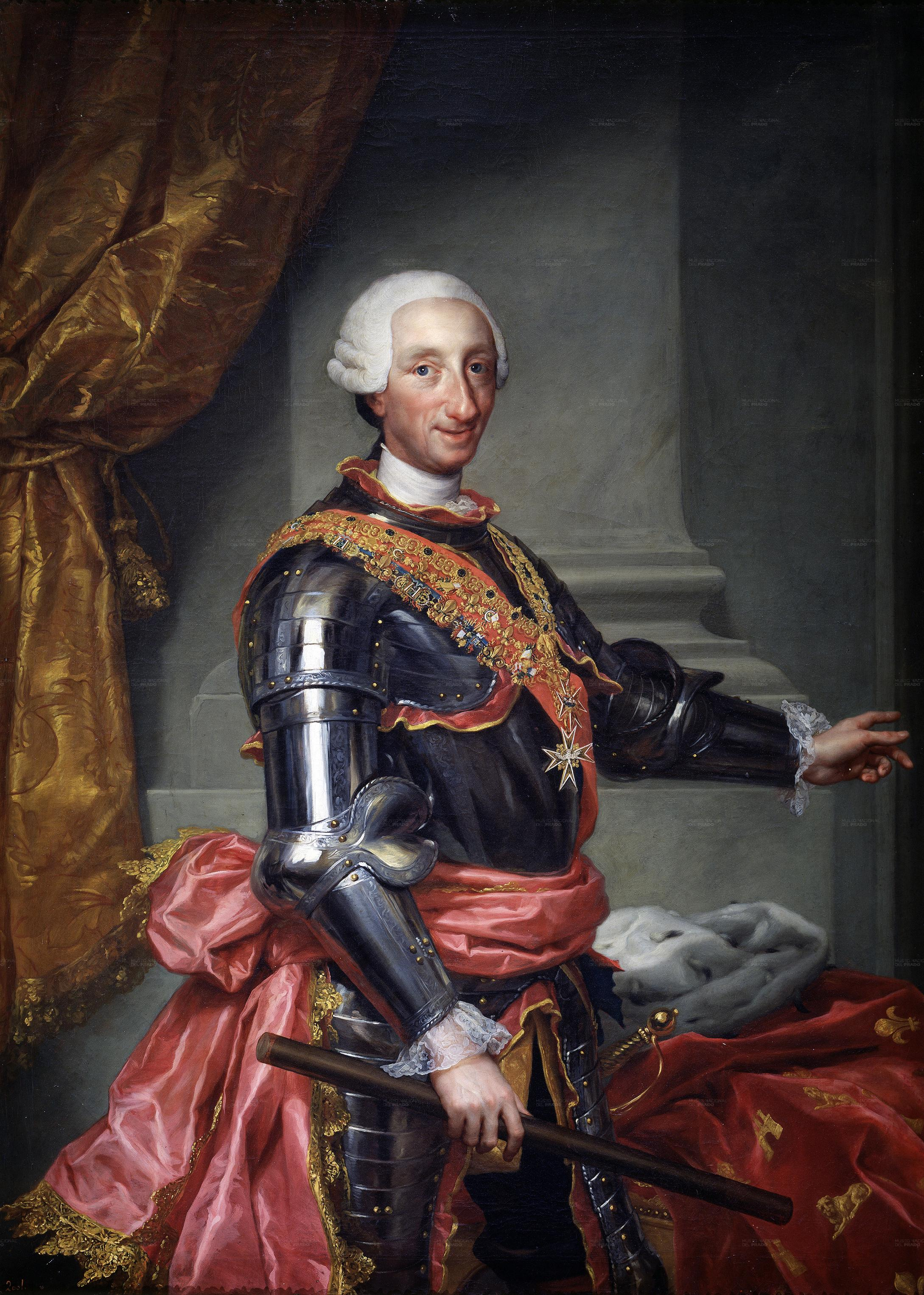
Carlo III

Nell'agosto 1734, il Regno di Sicilia, come prima il Regno di Napoli, fu invaso dalle truppe spagnole di Carlo di Borbone, fondatore della dinastia dei Borbone di Napoli. Le truppe dell'infante di Spagna sconfissero gli austriaci senza incontrare forti resistenze (se non a Messina, Siracusa e Trapani che resistettero oltre sei mesi) sottraendo la Sicilia alla dominazione austriaca e il 3 luglio 1735, Carlo venne incoronato nella Cattedrale di Palermo re di Sicilia.
La costituzione della nuova monarchia borbonica liberava formalmente dalla condizione di viceregno la Sicilia, che ritornava ad essere uno stato indipendente, sebbene, di fatto, in unione personale col Regno di Napoli. L'incoronazione avvenne quando parte della Sicilia era ancora sotto il controllo austriaco, questa rapidità gli fu imposta dalla necessità di riconoscere le pretese sui regni di Sicilia e Napoli, in quanto considerati dalla Santa Sede feudi della Chiesa.

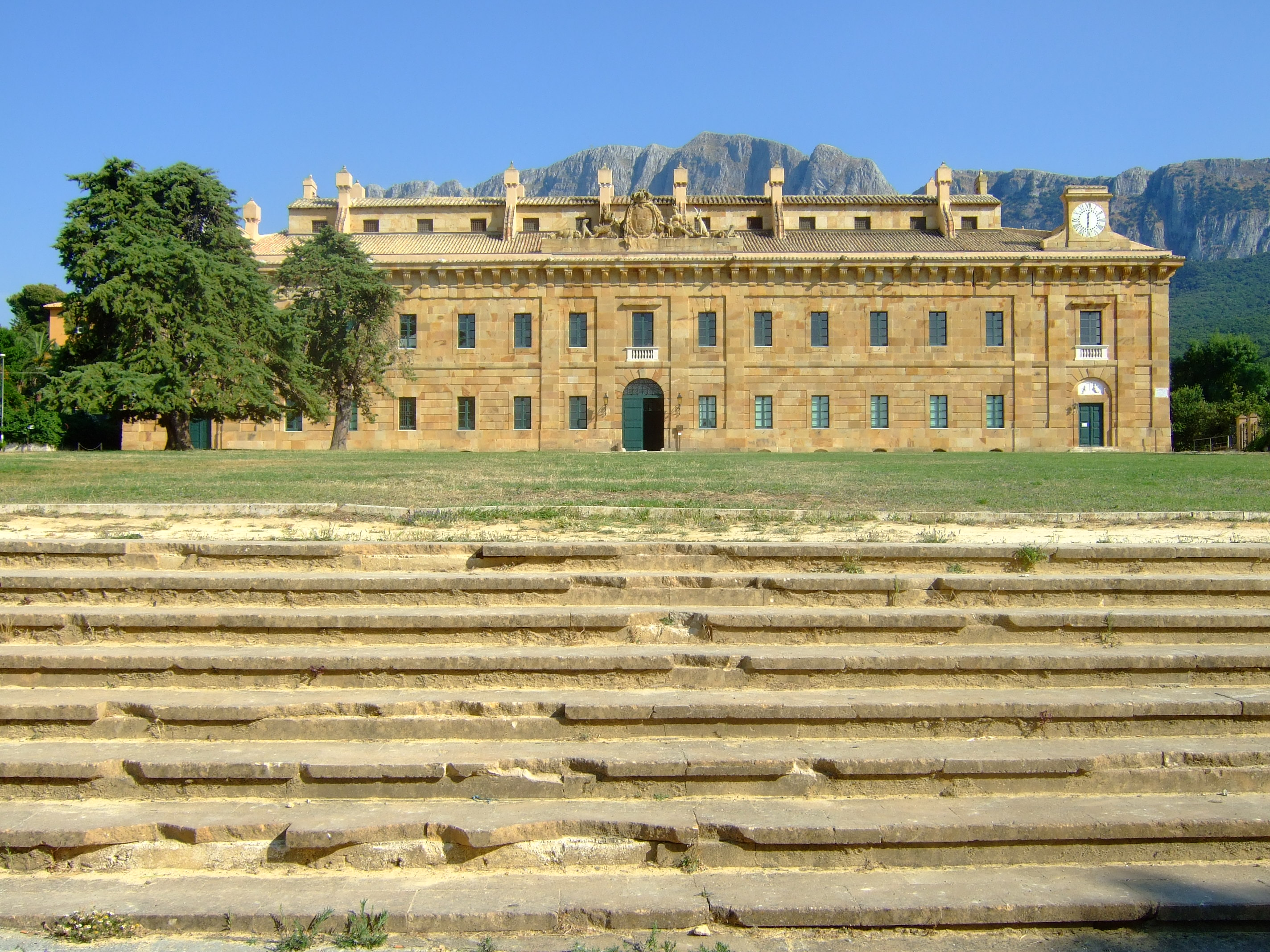
Real Casina di Caccia di Ficuzza

L'incoronazione in Sicilia portò la nobiltà siciliana a credere che il re volesse fissare la propria dimora a Palermo anziché a Napoli, tuttavia, trascorsa una settimana, Carlo partì per il continente fissando la propria corte a Napoli, e tale scelta provocò un clima di delusione che rafforzò l'antica divisione tra Napoli e Sicilia. A Palermo lasciò come Viceré il duca di Montemar, comandante del corpo di spedizione spagnolo.
La politica del nuovo sovrano fu all'insegna delle riforme: esse furono orientate a modernizzare l'amministrazione e l'erario e a favorire i commerci. In particolare, però, il re attuò interventi tendenti a limitare il potere ecclesiastico e baronale. Il baronaggio, infatti, aveva acquisito funzioni e poteri propri della corona, di cui il sovrano intendeva riappropriarsi. Le riforme in Sicilia acquisirono un certo consenso quando Carlo scelse il principe Bartolomeo Corsini come viceré dell'isola, la sua politica ebbe un'impronta di tipo "costituzionale", cosa assai insolita per quel tempo, ciò gli permise di fungere da mediatore tra le direttive governative e le obiezioni della classe dirigente isolana. Ciononostante la politica riformistica del re fu fortemente osteggiata dal ceto nobiliare e subì una pesante battuta d'arresto, tanto che il sovrano dovette abbandonarla e gli ultimi anni del suo regno furono caratterizzati, paradossalmente, da una filosofia di governo del tutto opposta.

### Ferdinando III

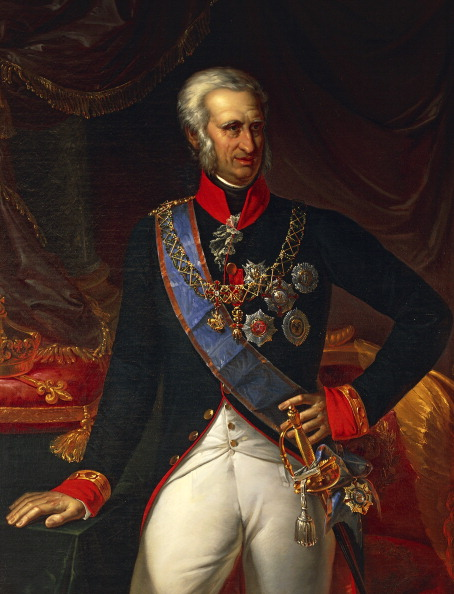
Ferdinando III

Nel 1759, alla morte di suo fratello Ferdinando, Carlo divenne Re di Spagna, mentre il Regno di Sicilia e il Regno di Napoli furono assegnati al figlio terzogenito Ferdinando, di appena otto anni. Il consiglio di reggenza a cui fu affidato il giovane Ferdinando III di Sicilia riprese il vecchio progetto riformista, che continuò anche dopo la maggiore età del sovrano. Come avvenne per il padre, Ferdinando avrebbe dovuto prestare giuramento di rispetto delle costituzioni e dei privilegi del Regno, ma ciò non avvenne poiché ancora minorenne. Divenuto maggiorenne, il reggente Bernardo Tanucci decise, in quanto contrario al potere baronale nell'isola, che il re non avrebbe prestato nessun giuramento, questo fu motivo di contrasto tra la famiglia regnante e la nobiltà siciliana. Di particolare rilievo fu la requisizione e successiva vendita del ricco patrimonio terriero del soppresso ordine religioso della Compagnia di Gesù. Circa 34.000 ettari furono messi all'asta e una parte di essi fu sottratta al baronaggio e riservata ai piccoli agricoltori: oltre tremila di essi ebbero assegnate porzioni di terra.

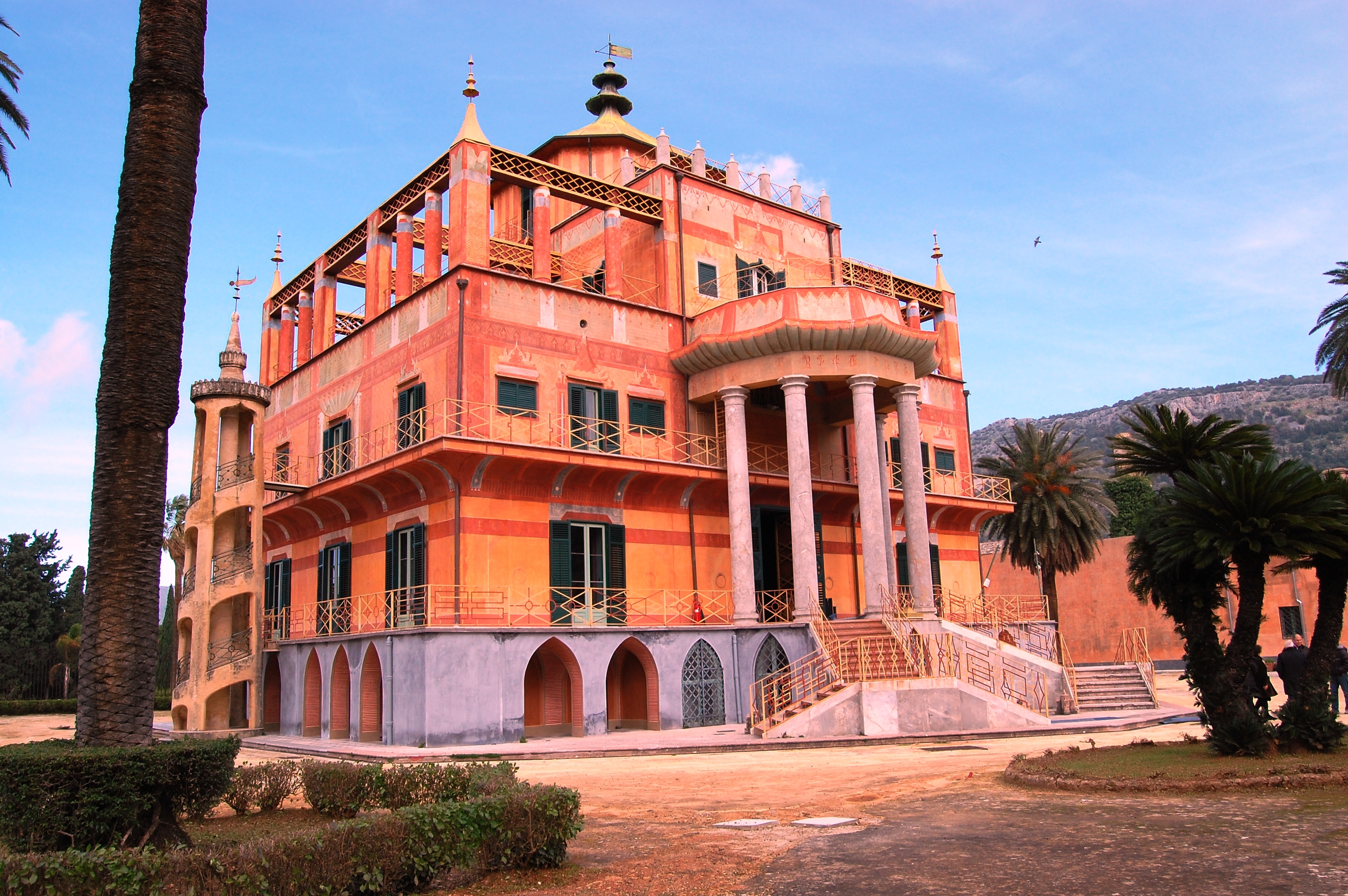
La Palazzina Cinese di Palermo, residenza dei Borbone

Questa politica sociale tesa alla redistribuzione delle terre ai contadini poveri rappresentò il primo serio tentativo di riforma e di colonizzazione del latifondo meridionale, costituendo la più consistente operazione di riforma agraria attuata in Italia nel corso del XVIII secolo. Anche il nuovo piano riformistico fu pesantemente osteggiato dai baroni. La risposta della corona fu l'estromissione della nobiltà siciliana dal ruolo primario di governo del paese, relegandola in una posizione di secondo piano. Si affermò un orientamento antibaronale, che divenne, poi, antisiciliano, che portò a sostenere una politica nella quale Napoli ebbe piena supremazia su Palermo. Tutto ciò influirà, in seguito, sul ruolo del "partito siciliano" nell'ambito delle sorti del Regno delle Due Sicilie. Nel 1774 il nuovo viceré di Sicilia era il principe Marc'Antonio Colonna; questi, napoletano d'adozione, interruppe l'usanza secondo il quale il viceré veniva scelto in ambienti non napoletani. I baroni siciliani e la regina Maria Carolina si schierarono contro il marchese Tanucci, e con soddisfazione della nobiltà siciliana, Tanucci abbandonò il suo incarico. Maria Carolina lo rimpiazzò con il marchese Beccadelli, il quale con la sua politica, finì con il danneggiare il baronaggio siciliano. Nel 1795, il patriota siciliano Francesco Paolo Di Blasi, sostenitore di idee repubblicane e indipendentiste, propugnatore dei diritti dell'uomo, venne arrestato, processato e giustiziato per accusa di cospirazione per l'istituzione di una repubblicana siciliana.

### La nuova Costituzione e la fine del regno

Il Regno delle Due Sicilie.

Con la conquista napoleonica (guerre napoleoniche) del Regno di Napoli, Ferdinando III, che aveva mantenuto il controllo della Sicilia, anche grazie all'appoggio dell'Inghilterra, nel 1798 fu costretto ad abbandonare la capitale continentale e a rifugiarsi a Palermo. Tornò a Napoli dopo gli accordi con Napoleone nel 1802, ma a causa dell'invasione francese del regno di Napoli ritornò a Palermo nel 1805, in un'aria particolarmente gelida. Il ruolo svolto dai britannici nel governo dell'isola fu estremamente invasivo, ma almeno fu strumentale alla concessione della nuova Costituzione siciliana voluta nel 1812 dal parlamento siciliano, che risente dell'aspirazione di libertà e costituzionalismo moderno, che separava definitivamente la Sicilia da Napoli, una costituzione ispirata dal modello inglese. La nuova carta costituzionale, invisa da Ferdinando, secondo Acton, finì con il diventare un eccellente strumento di propaganda per i Borbone, mentre fu deplorata da molti dei nobili che l'avevano votata, quando s'accorsero che essa toglieva loro l'antico potere.

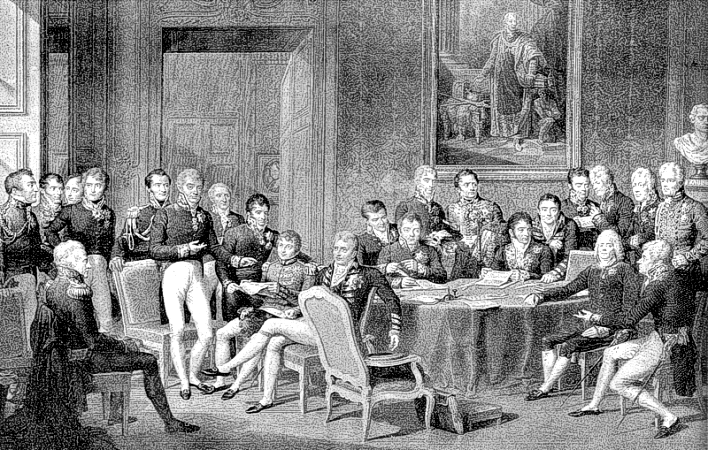
Il Congresso di Vienna in un dipinto di Jean-Baptiste Isabey.

In seguito alla sconfitta di Napoleone, con il Congresso di Vienna, gli antichi confini degli stati europei furono quasi tutti ripristinati. Ferdinando riguadagnò il regno continentale, perdendo però la sovranità su Malta, lasciando Palermo nel 1815. Nel dicembre 1816 riunì i due regni della Sicilia ulteriore e della Sicilia citeriore in un unico stato, il regno delle Due Sicilie, ripristinando, grossomodo, i confini dell'antico regno del 1282. Con il nome di Ferdinando I, il sovrano borbonico assunse il titolo di re delle Due Sicilie. L'abbandono dell'unione personale dei due regni e la fusione di essi in un'unica entità statuale, dove dal 1817 Napoli assumeva il ruolo di unica capitale, ebbe, quindi, come conseguenza la soppressione del Regno di Sicilia, della Costituzione e la perdita, per Palermo, delle sedi centrali del governo e la chiusura de facto del Parlamento siciliano, provocando malumori nell'opinione pubblica siciliana. Nicolò Palmieri scrisse un saggio polemico al re Ferdinando I, dove dichiarava: «Dal 1816 in poi, la Sicilia ebbe la sventura di essere cancellata dal novero delle nazioni e di perdere ogni costituzione. Noi domandiamo l'indipendenza della Sicilia e i voti non sono solo di Palermo ma della Sicilia intera e la maggior parte del popolo siciliano ha pronunziato il suo voto per l'indipendenza». Dalla soppressione del regno partirono le rivolte popolari, con i primi moti nel 1820.
I re della dinastia dei Borbone di Napoli
- Carlo III (1735 – 1759)
- Ferdinando III (1759 – 1816)

### I moti del 1820
La soppressione formale del Regno, che fu sottomesso a Napoli e cancellato dai Borbone, fece nascere in tutta l'isola un movimento di protesta e il 15 giugno 1820 gli indipendentisti insorsero (nelle mani degli insorti caddero circa 14 000 fucili dell'arsenale di Palermo) guidati da Giuseppe Alliata di Villafranca, acclamato presidente della giunta di stato. Venne istituito un governo a Palermo (18-23 giugno), presieduto dal principe Paternò Castello, che ripristinò la Costituzione siciliana del 1812, con l'appoggio degli inglesi. Il 7 novembre 1820 il re Ferdinando inviò un esercito (circa 6 500 soldati i quali si aggiunsero agli altrettanti di guarnigione nella parte orientale della Sicilia non in rivolta) agli ordini di Florestano Pepe (poi sostituito dal generale Pietro Colletta) che riconquistò in breve tempo la Sicilia con delle lotte sanguinose e ristabilì la monarchia assoluta, risottomettendo l'isola a Napoli. Altre rivolte, questa volta nella Sicilia orientale, esplosero nel 1837.

## La rinascita

### La rivoluzione del 1848

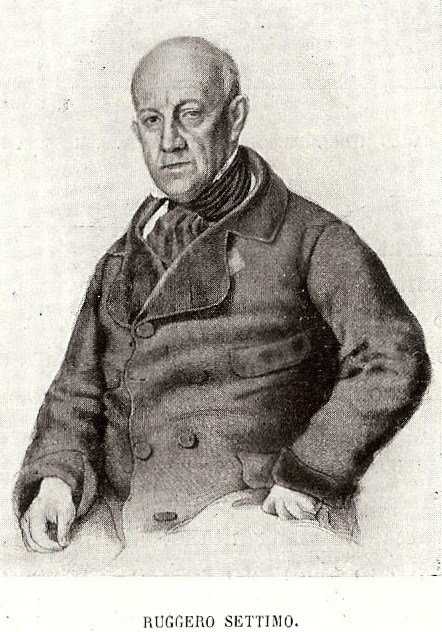
Ruggero Settimo presidente del governo provvisorio nel 1848.

Il 12 gennaio 1848, prese il via, prima a Palermo e poi in tutta la Sicilia, un moto rivoluzionario anti-borbonico, guidato da Rosolino Pilo e Giuseppe La Masa. La Sicilia venne dichiarata indipendente, mentre l'esercito borbonico, opposta una debole resistenza, si ritirò dall'isola.
Il 23 gennaio si riunì il Comitato Generale, i cui leader erano i patrioti siciliani Vincenzo Fardella di Torrearsa, Francesco Paolo Perez e Ruggero Settimo (presidente), Mariano Stabile (segretario generale) e Francesco Crispi, che riceverà una speciale responsabilità per l'allestimento delle barricate. Il 25 marzo fu riaperto dopo circa 30 anni il Parlamento siciliano, presieduto da Vincenzo Fardella di Torrearsa, e fu insediato un governo costituzionale. Un decreto deliberato dal Parlamento del 13 aprile dichiarò decaduta la monarchia borbonica.

Il 10 luglio 1848, fu proclamata la nuova costituzione che dichiarava: 

All'interno del parlamento l'orientamento politico era in netto contrasto. Vi erano monarchici e repubblicani che aspirano ad un'indipendenza dell'isola, federalisti ad un'Italia confederata in tanti Stati, e unitari, ma tutti desiderosi di liberare la Sicilia dai borbone. Il 27 maggio, la Trinacria, posta al centro del tricolore italiano, fu adottata quale simbolo dell'isola dal Parlamento siciliano: 

Un tricolore italiano con al centro la trinacria fu il vessillo adottato dal governo provvisorio nel 1848

Michele Amari (Ministro delle Finanze del governo) avrebbe scritto nel 1851 che Domenico Scinà «con un sorriso amaro» chiedeva ai giovani della sua cerchia se anche loro fossero stati contagiati dall'isteria italica.

### L'ultimo Regno
Il 10 luglio 1848 Mariano Stabile dichiarò alla Camera bassa che Francia e Inghilterra avrebbero riconosciuto l'indipendenza della Sicilia appena eletto il nuovo re. Il 13 luglio fu proclamato il Regno di Sicilia.
Il nuovo governo offrì la corona del regno al duca di Genova, Alberto Amedeo di Savoia, fratello minore del futuro re d'Italia, con il nome di Alberto Amedeo I di Sicilia, che però, impegnato nella prima guerra d'indipendenza, la rifiutò.
A fine agosto un corpo di spedizione dell'esercito borbonico con 16 000 uomini, comandato da Carlo Filangieri avviò l'assedio di Messina. Nel corso dei due mesi di lotta a Messina vi furono sette distinte grandi fasi di bombardamenti dell'artiglieria borbonica sulla città, oltre a violente battaglie di fanteria. Il bombardamento e gli incendi appiccati suscitarono le proteste dei diplomatici stranieri presenti, precisamente dei consoli del Belgio, della Danimarca, della Francia, dell'Inghilterra, dell'Olanda, della Russia, della Svizzera.
Nei primi mesi del 1849 da Messina l'esercito borbonico avviò la riconquista dell'isola.

Il 7 aprile, dopo aspri combattimenti, fu ripresa Catania, e il 14 maggio 1849 Filangieri riprese possesso di Palermo, mentre i leader siciliani andarono in esilio. L'ultimo Stato indipendente di Sicilia durò così 17 mesi.